# Ласкер, Эмануил
Эмануи́л Ла́скер (нем. Emanuel Lasker, в русских источниках имя иногда записывается как Эмануэль и Эммануил; 24 декабря 1868[…], Барлинек, Западно-Поморское воеводство[…] — 11 января 1941[…], Нью-Йорк, Нью-Йорк) — немецкий шахматист и математик, представитель позиционной школы, второй чемпион мира по шахматам (выиграл это звание у Стейница в 1894 году и уступил Капабланке в 1921). Ласкер сохранял звание чемпиона мира 27 лет, что является рекордным достижением для шахмат. Даже после потери чемпионского звания он продолжал выступать на высшем уровне до 68 лет.
Ласкер обладал универсальным стилем игры, однако его самыми сильными сторонами считали позиционное чутьё и эндшпиль. Многие биографы и исследователи называют Ласкера первооткрывателем психологического подхода к шахматам: считается, что Ласкер зачастую был готов пойти на ухудшение своей позиции, чтобы направить игру в неудобное для конкретного противника русло. Эта точка зрения популярна и сейчас, хотя часть экспертов считает её заблуждением и объясняет достижения Ласкера глубоким пониманием шахмат и умением оценить плюсы и минусы того или иного продолжения партии.
На протяжении своей шахматной карьеры Ласкер неоднократно прекращал выступления на несколько лет для занятий математикой и философией. Ласкер защитил докторскую диссертацию по математике в 1901 году, а его главным достижением в математике стала теорема, названная его именем и именем Эмми Нётер, обобщившей первоначальный результат Ласкера. Кроме того, Ласкер опубликовал несколько философских работ и литературных произведений.

## Биография

### Юность и начало карьеры
|   | a | b | c | d | e | f | g | h |   |
| - | --- | --- | --- | --- | --- | --- | --- | --- | - |
| 8 | a8 чёрная ладья · f8 чёрная ладья · g8 чёрный король · b7 чёрный слон · e7 чёрный слон · f7 чёрная пешка · g7 чёрная пешка · h7 чёрная пешка · a6 чёрная пешка · b6 чёрная пешка · c6 чёрный ферзь · e6 чёрная пешка · c5 чёрная пешка · d5 чёрная пешка · e5 белый слон · h5 чёрный конь · f4 белая пешка · b3 белая пешка · d3 белый слон · e3 белая пешка · a2 белая пешка · c2 белая пешка · d2 белая пешка · e2 белый ферзь · g2 белая пешка · h2 белая пешка · a1 белая ладья · f1 белая ладья · g1 белый король | a8 чёрная ладья · f8 чёрная ладья · g8 чёрный король · b7 чёрный слон · e7 чёрный слон · f7 чёрная пешка · g7 чёрная пешка · h7 чёрная пешка · a6 чёрная пешка · b6 чёрная пешка · c6 чёрный ферзь · e6 чёрная пешка · c5 чёрная пешка · d5 чёрная пешка · e5 белый слон · h5 чёрный конь · f4 белая пешка · b3 белая пешка · d3 белый слон · e3 белая пешка · a2 белая пешка · c2 белая пешка · d2 белая пешка · e2 белый ферзь · g2 белая пешка · h2 белая пешка · a1 белая ладья · f1 белая ладья · g1 белый король | a8 чёрная ладья · f8 чёрная ладья · g8 чёрный король · b7 чёрный слон · e7 чёрный слон · f7 чёрная пешка · g7 чёрная пешка · h7 чёрная пешка · a6 чёрная пешка · b6 чёрная пешка · c6 чёрный ферзь · e6 чёрная пешка · c5 чёрная пешка · d5 чёрная пешка · e5 белый слон · h5 чёрный конь · f4 белая пешка · b3 белая пешка · d3 белый слон · e3 белая пешка · a2 белая пешка · c2 белая пешка · d2 белая пешка · e2 белый ферзь · g2 белая пешка · h2 белая пешка · a1 белая ладья · f1 белая ладья · g1 белый король | a8 чёрная ладья · f8 чёрная ладья · g8 чёрный король · b7 чёрный слон · e7 чёрный слон · f7 чёрная пешка · g7 чёрная пешка · h7 чёрная пешка · a6 чёрная пешка · b6 чёрная пешка · c6 чёрный ферзь · e6 чёрная пешка · c5 чёрная пешка · d5 чёрная пешка · e5 белый слон · h5 чёрный конь · f4 белая пешка · b3 белая пешка · d3 белый слон · e3 белая пешка · a2 белая пешка · c2 белая пешка · d2 белая пешка · e2 белый ферзь · g2 белая пешка · h2 белая пешка · a1 белая ладья · f1 белая ладья · g1 белый король | a8 чёрная ладья · f8 чёрная ладья · g8 чёрный король · b7 чёрный слон · e7 чёрный слон · f7 чёрная пешка · g7 чёрная пешка · h7 чёрная пешка · a6 чёрная пешка · b6 чёрная пешка · c6 чёрный ферзь · e6 чёрная пешка · c5 чёрная пешка · d5 чёрная пешка · e5 белый слон · h5 чёрный конь · f4 белая пешка · b3 белая пешка · d3 белый слон · e3 белая пешка · a2 белая пешка · c2 белая пешка · d2 белая пешка · e2 белый ферзь · g2 белая пешка · h2 белая пешка · a1 белая ладья · f1 белая ладья · g1 белый король | a8 чёрная ладья · f8 чёрная ладья · g8 чёрный король · b7 чёрный слон · e7 чёрный слон · f7 чёрная пешка · g7 чёрная пешка · h7 чёрная пешка · a6 чёрная пешка · b6 чёрная пешка · c6 чёрный ферзь · e6 чёрная пешка · c5 чёрная пешка · d5 чёрная пешка · e5 белый слон · h5 чёрный конь · f4 белая пешка · b3 белая пешка · d3 белый слон · e3 белая пешка · a2 белая пешка · c2 белая пешка · d2 белая пешка · e2 белый ферзь · g2 белая пешка · h2 белая пешка · a1 белая ладья · f1 белая ладья · g1 белый король | a8 чёрная ладья · f8 чёрная ладья · g8 чёрный король · b7 чёрный слон · e7 чёрный слон · f7 чёрная пешка · g7 чёрная пешка · h7 чёрная пешка · a6 чёрная пешка · b6 чёрная пешка · c6 чёрный ферзь · e6 чёрная пешка · c5 чёрная пешка · d5 чёрная пешка · e5 белый слон · h5 чёрный конь · f4 белая пешка · b3 белая пешка · d3 белый слон · e3 белая пешка · a2 белая пешка · c2 белая пешка · d2 белая пешка · e2 белый ферзь · g2 белая пешка · h2 белая пешка · a1 белая ладья · f1 белая ладья · g1 белый король | a8 чёрная ладья · f8 чёрная ладья · g8 чёрный король · b7 чёрный слон · e7 чёрный слон · f7 чёрная пешка · g7 чёрная пешка · h7 чёрная пешка · a6 чёрная пешка · b6 чёрная пешка · c6 чёрный ферзь · e6 чёрная пешка · c5 чёрная пешка · d5 чёрная пешка · e5 белый слон · h5 чёрный конь · f4 белая пешка · b3 белая пешка · d3 белый слон · e3 белая пешка · a2 белая пешка · c2 белая пешка · d2 белая пешка · e2 белый ферзь · g2 белая пешка · h2 белая пешка · a1 белая ладья · f1 белая ладья · g1 белый король | 8 |
| 7 | a8 чёрная ладья · f8 чёрная ладья · g8 чёрный король · b7 чёрный слон · e7 чёрный слон · f7 чёрная пешка · g7 чёрная пешка · h7 чёрная пешка · a6 чёрная пешка · b6 чёрная пешка · c6 чёрный ферзь · e6 чёрная пешка · c5 чёрная пешка · d5 чёрная пешка · e5 белый слон · h5 чёрный конь · f4 белая пешка · b3 белая пешка · d3 белый слон · e3 белая пешка · a2 белая пешка · c2 белая пешка · d2 белая пешка · e2 белый ферзь · g2 белая пешка · h2 белая пешка · a1 белая ладья · f1 белая ладья · g1 белый король | a8 чёрная ладья · f8 чёрная ладья · g8 чёрный король · b7 чёрный слон · e7 чёрный слон · f7 чёрная пешка · g7 чёрная пешка · h7 чёрная пешка · a6 чёрная пешка · b6 чёрная пешка · c6 чёрный ферзь · e6 чёрная пешка · c5 чёрная пешка · d5 чёрная пешка · e5 белый слон · h5 чёрный конь · f4 белая пешка · b3 белая пешка · d3 белый слон · e3 белая пешка · a2 белая пешка · c2 белая пешка · d2 белая пешка · e2 белый ферзь · g2 белая пешка · h2 белая пешка · a1 белая ладья · f1 белая ладья · g1 белый король | a8 чёрная ладья · f8 чёрная ладья · g8 чёрный король · b7 чёрный слон · e7 чёрный слон · f7 чёрная пешка · g7 чёрная пешка · h7 чёрная пешка · a6 чёрная пешка · b6 чёрная пешка · c6 чёрный ферзь · e6 чёрная пешка · c5 чёрная пешка · d5 чёрная пешка · e5 белый слон · h5 чёрный конь · f4 белая пешка · b3 белая пешка · d3 белый слон · e3 белая пешка · a2 белая пешка · c2 белая пешка · d2 белая пешка · e2 белый ферзь · g2 белая пешка · h2 белая пешка · a1 белая ладья · f1 белая ладья · g1 белый король | a8 чёрная ладья · f8 чёрная ладья · g8 чёрный король · b7 чёрный слон · e7 чёрный слон · f7 чёрная пешка · g7 чёрная пешка · h7 чёрная пешка · a6 чёрная пешка · b6 чёрная пешка · c6 чёрный ферзь · e6 чёрная пешка · c5 чёрная пешка · d5 чёрная пешка · e5 белый слон · h5 чёрный конь · f4 белая пешка · b3 белая пешка · d3 белый слон · e3 белая пешка · a2 белая пешка · c2 белая пешка · d2 белая пешка · e2 белый ферзь · g2 белая пешка · h2 белая пешка · a1 белая ладья · f1 белая ладья · g1 белый король | a8 чёрная ладья · f8 чёрная ладья · g8 чёрный король · b7 чёрный слон · e7 чёрный слон · f7 чёрная пешка · g7 чёрная пешка · h7 чёрная пешка · a6 чёрная пешка · b6 чёрная пешка · c6 чёрный ферзь · e6 чёрная пешка · c5 чёрная пешка · d5 чёрная пешка · e5 белый слон · h5 чёрный конь · f4 белая пешка · b3 белая пешка · d3 белый слон · e3 белая пешка · a2 белая пешка · c2 белая пешка · d2 белая пешка · e2 белый ферзь · g2 белая пешка · h2 белая пешка · a1 белая ладья · f1 белая ладья · g1 белый король | a8 чёрная ладья · f8 чёрная ладья · g8 чёрный король · b7 чёрный слон · e7 чёрный слон · f7 чёрная пешка · g7 чёрная пешка · h7 чёрная пешка · a6 чёрная пешка · b6 чёрная пешка · c6 чёрный ферзь · e6 чёрная пешка · c5 чёрная пешка · d5 чёрная пешка · e5 белый слон · h5 чёрный конь · f4 белая пешка · b3 белая пешка · d3 белый слон · e3 белая пешка · a2 белая пешка · c2 белая пешка · d2 белая пешка · e2 белый ферзь · g2 белая пешка · h2 белая пешка · a1 белая ладья · f1 белая ладья · g1 белый король | a8 чёрная ладья · f8 чёрная ладья · g8 чёрный король · b7 чёрный слон · e7 чёрный слон · f7 чёрная пешка · g7 чёрная пешка · h7 чёрная пешка · a6 чёрная пешка · b6 чёрная пешка · c6 чёрный ферзь · e6 чёрная пешка · c5 чёрная пешка · d5 чёрная пешка · e5 белый слон · h5 чёрный конь · f4 белая пешка · b3 белая пешка · d3 белый слон · e3 белая пешка · a2 белая пешка · c2 белая пешка · d2 белая пешка · e2 белый ферзь · g2 белая пешка · h2 белая пешка · a1 белая ладья · f1 белая ладья · g1 белый король | a8 чёрная ладья · f8 чёрная ладья · g8 чёрный король · b7 чёрный слон · e7 чёрный слон · f7 чёрная пешка · g7 чёрная пешка · h7 чёрная пешка · a6 чёрная пешка · b6 чёрная пешка · c6 чёрный ферзь · e6 чёрная пешка · c5 чёрная пешка · d5 чёрная пешка · e5 белый слон · h5 чёрный конь · f4 белая пешка · b3 белая пешка · d3 белый слон · e3 белая пешка · a2 белая пешка · c2 белая пешка · d2 белая пешка · e2 белый ферзь · g2 белая пешка · h2 белая пешка · a1 белая ладья · f1 белая ладья · g1 белый король | 7 |
| 6 | a8 чёрная ладья · f8 чёрная ладья · g8 чёрный король · b7 чёрный слон · e7 чёрный слон · f7 чёрная пешка · g7 чёрная пешка · h7 чёрная пешка · a6 чёрная пешка · b6 чёрная пешка · c6 чёрный ферзь · e6 чёрная пешка · c5 чёрная пешка · d5 чёрная пешка · e5 белый слон · h5 чёрный конь · f4 белая пешка · b3 белая пешка · d3 белый слон · e3 белая пешка · a2 белая пешка · c2 белая пешка · d2 белая пешка · e2 белый ферзь · g2 белая пешка · h2 белая пешка · a1 белая ладья · f1 белая ладья · g1 белый король | a8 чёрная ладья · f8 чёрная ладья · g8 чёрный король · b7 чёрный слон · e7 чёрный слон · f7 чёрная пешка · g7 чёрная пешка · h7 чёрная пешка · a6 чёрная пешка · b6 чёрная пешка · c6 чёрный ферзь · e6 чёрная пешка · c5 чёрная пешка · d5 чёрная пешка · e5 белый слон · h5 чёрный конь · f4 белая пешка · b3 белая пешка · d3 белый слон · e3 белая пешка · a2 белая пешка · c2 белая пешка · d2 белая пешка · e2 белый ферзь · g2 белая пешка · h2 белая пешка · a1 белая ладья · f1 белая ладья · g1 белый король | a8 чёрная ладья · f8 чёрная ладья · g8 чёрный король · b7 чёрный слон · e7 чёрный слон · f7 чёрная пешка · g7 чёрная пешка · h7 чёрная пешка · a6 чёрная пешка · b6 чёрная пешка · c6 чёрный ферзь · e6 чёрная пешка · c5 чёрная пешка · d5 чёрная пешка · e5 белый слон · h5 чёрный конь · f4 белая пешка · b3 белая пешка · d3 белый слон · e3 белая пешка · a2 белая пешка · c2 белая пешка · d2 белая пешка · e2 белый ферзь · g2 белая пешка · h2 белая пешка · a1 белая ладья · f1 белая ладья · g1 белый король | a8 чёрная ладья · f8 чёрная ладья · g8 чёрный король · b7 чёрный слон · e7 чёрный слон · f7 чёрная пешка · g7 чёрная пешка · h7 чёрная пешка · a6 чёрная пешка · b6 чёрная пешка · c6 чёрный ферзь · e6 чёрная пешка · c5 чёрная пешка · d5 чёрная пешка · e5 белый слон · h5 чёрный конь · f4 белая пешка · b3 белая пешка · d3 белый слон · e3 белая пешка · a2 белая пешка · c2 белая пешка · d2 белая пешка · e2 белый ферзь · g2 белая пешка · h2 белая пешка · a1 белая ладья · f1 белая ладья · g1 белый король | a8 чёрная ладья · f8 чёрная ладья · g8 чёрный король · b7 чёрный слон · e7 чёрный слон · f7 чёрная пешка · g7 чёрная пешка · h7 чёрная пешка · a6 чёрная пешка · b6 чёрная пешка · c6 чёрный ферзь · e6 чёрная пешка · c5 чёрная пешка · d5 чёрная пешка · e5 белый слон · h5 чёрный конь · f4 белая пешка · b3 белая пешка · d3 белый слон · e3 белая пешка · a2 белая пешка · c2 белая пешка · d2 белая пешка · e2 белый ферзь · g2 белая пешка · h2 белая пешка · a1 белая ладья · f1 белая ладья · g1 белый король | a8 чёрная ладья · f8 чёрная ладья · g8 чёрный король · b7 чёрный слон · e7 чёрный слон · f7 чёрная пешка · g7 чёрная пешка · h7 чёрная пешка · a6 чёрная пешка · b6 чёрная пешка · c6 чёрный ферзь · e6 чёрная пешка · c5 чёрная пешка · d5 чёрная пешка · e5 белый слон · h5 чёрный конь · f4 белая пешка · b3 белая пешка · d3 белый слон · e3 белая пешка · a2 белая пешка · c2 белая пешка · d2 белая пешка · e2 белый ферзь · g2 белая пешка · h2 белая пешка · a1 белая ладья · f1 белая ладья · g1 белый король | a8 чёрная ладья · f8 чёрная ладья · g8 чёрный король · b7 чёрный слон · e7 чёрный слон · f7 чёрная пешка · g7 чёрная пешка · h7 чёрная пешка · a6 чёрная пешка · b6 чёрная пешка · c6 чёрный ферзь · e6 чёрная пешка · c5 чёрная пешка · d5 чёрная пешка · e5 белый слон · h5 чёрный конь · f4 белая пешка · b3 белая пешка · d3 белый слон · e3 белая пешка · a2 белая пешка · c2 белая пешка · d2 белая пешка · e2 белый ферзь · g2 белая пешка · h2 белая пешка · a1 белая ладья · f1 белая ладья · g1 белый король | a8 чёрная ладья · f8 чёрная ладья · g8 чёрный король · b7 чёрный слон · e7 чёрный слон · f7 чёрная пешка · g7 чёрная пешка · h7 чёрная пешка · a6 чёрная пешка · b6 чёрная пешка · c6 чёрный ферзь · e6 чёрная пешка · c5 чёрная пешка · d5 чёрная пешка · e5 белый слон · h5 чёрный конь · f4 белая пешка · b3 белая пешка · d3 белый слон · e3 белая пешка · a2 белая пешка · c2 белая пешка · d2 белая пешка · e2 белый ферзь · g2 белая пешка · h2 белая пешка · a1 белая ладья · f1 белая ладья · g1 белый король | 6 |
| 5 | a8 чёрная ладья · f8 чёрная ладья · g8 чёрный король · b7 чёрный слон · e7 чёрный слон · f7 чёрная пешка · g7 чёрная пешка · h7 чёрная пешка · a6 чёрная пешка · b6 чёрная пешка · c6 чёрный ферзь · e6 чёрная пешка · c5 чёрная пешка · d5 чёрная пешка · e5 белый слон · h5 чёрный конь · f4 белая пешка · b3 белая пешка · d3 белый слон · e3 белая пешка · a2 белая пешка · c2 белая пешка · d2 белая пешка · e2 белый ферзь · g2 белая пешка · h2 белая пешка · a1 белая ладья · f1 белая ладья · g1 белый король | a8 чёрная ладья · f8 чёрная ладья · g8 чёрный король · b7 чёрный слон · e7 чёрный слон · f7 чёрная пешка · g7 чёрная пешка · h7 чёрная пешка · a6 чёрная пешка · b6 чёрная пешка · c6 чёрный ферзь · e6 чёрная пешка · c5 чёрная пешка · d5 чёрная пешка · e5 белый слон · h5 чёрный конь · f4 белая пешка · b3 белая пешка · d3 белый слон · e3 белая пешка · a2 белая пешка · c2 белая пешка · d2 белая пешка · e2 белый ферзь · g2 белая пешка · h2 белая пешка · a1 белая ладья · f1 белая ладья · g1 белый король | a8 чёрная ладья · f8 чёрная ладья · g8 чёрный король · b7 чёрный слон · e7 чёрный слон · f7 чёрная пешка · g7 чёрная пешка · h7 чёрная пешка · a6 чёрная пешка · b6 чёрная пешка · c6 чёрный ферзь · e6 чёрная пешка · c5 чёрная пешка · d5 чёрная пешка · e5 белый слон · h5 чёрный конь · f4 белая пешка · b3 белая пешка · d3 белый слон · e3 белая пешка · a2 белая пешка · c2 белая пешка · d2 белая пешка · e2 белый ферзь · g2 белая пешка · h2 белая пешка · a1 белая ладья · f1 белая ладья · g1 белый король | a8 чёрная ладья · f8 чёрная ладья · g8 чёрный король · b7 чёрный слон · e7 чёрный слон · f7 чёрная пешка · g7 чёрная пешка · h7 чёрная пешка · a6 чёрная пешка · b6 чёрная пешка · c6 чёрный ферзь · e6 чёрная пешка · c5 чёрная пешка · d5 чёрная пешка · e5 белый слон · h5 чёрный конь · f4 белая пешка · b3 белая пешка · d3 белый слон · e3 белая пешка · a2 белая пешка · c2 белая пешка · d2 белая пешка · e2 белый ферзь · g2 белая пешка · h2 белая пешка · a1 белая ладья · f1 белая ладья · g1 белый король | a8 чёрная ладья · f8 чёрная ладья · g8 чёрный король · b7 чёрный слон · e7 чёрный слон · f7 чёрная пешка · g7 чёрная пешка · h7 чёрная пешка · a6 чёрная пешка · b6 чёрная пешка · c6 чёрный ферзь · e6 чёрная пешка · c5 чёрная пешка · d5 чёрная пешка · e5 белый слон · h5 чёрный конь · f4 белая пешка · b3 белая пешка · d3 белый слон · e3 белая пешка · a2 белая пешка · c2 белая пешка · d2 белая пешка · e2 белый ферзь · g2 белая пешка · h2 белая пешка · a1 белая ладья · f1 белая ладья · g1 белый король | a8 чёрная ладья · f8 чёрная ладья · g8 чёрный король · b7 чёрный слон · e7 чёрный слон · f7 чёрная пешка · g7 чёрная пешка · h7 чёрная пешка · a6 чёрная пешка · b6 чёрная пешка · c6 чёрный ферзь · e6 чёрная пешка · c5 чёрная пешка · d5 чёрная пешка · e5 белый слон · h5 чёрный конь · f4 белая пешка · b3 белая пешка · d3 белый слон · e3 белая пешка · a2 белая пешка · c2 белая пешка · d2 белая пешка · e2 белый ферзь · g2 белая пешка · h2 белая пешка · a1 белая ладья · f1 белая ладья · g1 белый король | a8 чёрная ладья · f8 чёрная ладья · g8 чёрный король · b7 чёрный слон · e7 чёрный слон · f7 чёрная пешка · g7 чёрная пешка · h7 чёрная пешка · a6 чёрная пешка · b6 чёрная пешка · c6 чёрный ферзь · e6 чёрная пешка · c5 чёрная пешка · d5 чёрная пешка · e5 белый слон · h5 чёрный конь · f4 белая пешка · b3 белая пешка · d3 белый слон · e3 белая пешка · a2 белая пешка · c2 белая пешка · d2 белая пешка · e2 белый ферзь · g2 белая пешка · h2 белая пешка · a1 белая ладья · f1 белая ладья · g1 белый король | a8 чёрная ладья · f8 чёрная ладья · g8 чёрный король · b7 чёрный слон · e7 чёрный слон · f7 чёрная пешка · g7 чёрная пешка · h7 чёрная пешка · a6 чёрная пешка · b6 чёрная пешка · c6 чёрный ферзь · e6 чёрная пешка · c5 чёрная пешка · d5 чёрная пешка · e5 белый слон · h5 чёрный конь · f4 белая пешка · b3 белая пешка · d3 белый слон · e3 белая пешка · a2 белая пешка · c2 белая пешка · d2 белая пешка · e2 белый ферзь · g2 белая пешка · h2 белая пешка · a1 белая ладья · f1 белая ладья · g1 белый король | 5 |
| 4 | a8 чёрная ладья · f8 чёрная ладья · g8 чёрный король · b7 чёрный слон · e7 чёрный слон · f7 чёрная пешка · g7 чёрная пешка · h7 чёрная пешка · a6 чёрная пешка · b6 чёрная пешка · c6 чёрный ферзь · e6 чёрная пешка · c5 чёрная пешка · d5 чёрная пешка · e5 белый слон · h5 чёрный конь · f4 белая пешка · b3 белая пешка · d3 белый слон · e3 белая пешка · a2 белая пешка · c2 белая пешка · d2 белая пешка · e2 белый ферзь · g2 белая пешка · h2 белая пешка · a1 белая ладья · f1 белая ладья · g1 белый король | a8 чёрная ладья · f8 чёрная ладья · g8 чёрный король · b7 чёрный слон · e7 чёрный слон · f7 чёрная пешка · g7 чёрная пешка · h7 чёрная пешка · a6 чёрная пешка · b6 чёрная пешка · c6 чёрный ферзь · e6 чёрная пешка · c5 чёрная пешка · d5 чёрная пешка · e5 белый слон · h5 чёрный конь · f4 белая пешка · b3 белая пешка · d3 белый слон · e3 белая пешка · a2 белая пешка · c2 белая пешка · d2 белая пешка · e2 белый ферзь · g2 белая пешка · h2 белая пешка · a1 белая ладья · f1 белая ладья · g1 белый король | a8 чёрная ладья · f8 чёрная ладья · g8 чёрный король · b7 чёрный слон · e7 чёрный слон · f7 чёрная пешка · g7 чёрная пешка · h7 чёрная пешка · a6 чёрная пешка · b6 чёрная пешка · c6 чёрный ферзь · e6 чёрная пешка · c5 чёрная пешка · d5 чёрная пешка · e5 белый слон · h5 чёрный конь · f4 белая пешка · b3 белая пешка · d3 белый слон · e3 белая пешка · a2 белая пешка · c2 белая пешка · d2 белая пешка · e2 белый ферзь · g2 белая пешка · h2 белая пешка · a1 белая ладья · f1 белая ладья · g1 белый король | a8 чёрная ладья · f8 чёрная ладья · g8 чёрный король · b7 чёрный слон · e7 чёрный слон · f7 чёрная пешка · g7 чёрная пешка · h7 чёрная пешка · a6 чёрная пешка · b6 чёрная пешка · c6 чёрный ферзь · e6 чёрная пешка · c5 чёрная пешка · d5 чёрная пешка · e5 белый слон · h5 чёрный конь · f4 белая пешка · b3 белая пешка · d3 белый слон · e3 белая пешка · a2 белая пешка · c2 белая пешка · d2 белая пешка · e2 белый ферзь · g2 белая пешка · h2 белая пешка · a1 белая ладья · f1 белая ладья · g1 белый король | a8 чёрная ладья · f8 чёрная ладья · g8 чёрный король · b7 чёрный слон · e7 чёрный слон · f7 чёрная пешка · g7 чёрная пешка · h7 чёрная пешка · a6 чёрная пешка · b6 чёрная пешка · c6 чёрный ферзь · e6 чёрная пешка · c5 чёрная пешка · d5 чёрная пешка · e5 белый слон · h5 чёрный конь · f4 белая пешка · b3 белая пешка · d3 белый слон · e3 белая пешка · a2 белая пешка · c2 белая пешка · d2 белая пешка · e2 белый ферзь · g2 белая пешка · h2 белая пешка · a1 белая ладья · f1 белая ладья · g1 белый король | a8 чёрная ладья · f8 чёрная ладья · g8 чёрный король · b7 чёрный слон · e7 чёрный слон · f7 чёрная пешка · g7 чёрная пешка · h7 чёрная пешка · a6 чёрная пешка · b6 чёрная пешка · c6 чёрный ферзь · e6 чёрная пешка · c5 чёрная пешка · d5 чёрная пешка · e5 белый слон · h5 чёрный конь · f4 белая пешка · b3 белая пешка · d3 белый слон · e3 белая пешка · a2 белая пешка · c2 белая пешка · d2 белая пешка · e2 белый ферзь · g2 белая пешка · h2 белая пешка · a1 белая ладья · f1 белая ладья · g1 белый король | a8 чёрная ладья · f8 чёрная ладья · g8 чёрный король · b7 чёрный слон · e7 чёрный слон · f7 чёрная пешка · g7 чёрная пешка · h7 чёрная пешка · a6 чёрная пешка · b6 чёрная пешка · c6 чёрный ферзь · e6 чёрная пешка · c5 чёрная пешка · d5 чёрная пешка · e5 белый слон · h5 чёрный конь · f4 белая пешка · b3 белая пешка · d3 белый слон · e3 белая пешка · a2 белая пешка · c2 белая пешка · d2 белая пешка · e2 белый ферзь · g2 белая пешка · h2 белая пешка · a1 белая ладья · f1 белая ладья · g1 белый король | a8 чёрная ладья · f8 чёрная ладья · g8 чёрный король · b7 чёрный слон · e7 чёрный слон · f7 чёрная пешка · g7 чёрная пешка · h7 чёрная пешка · a6 чёрная пешка · b6 чёрная пешка · c6 чёрный ферзь · e6 чёрная пешка · c5 чёрная пешка · d5 чёрная пешка · e5 белый слон · h5 чёрный конь · f4 белая пешка · b3 белая пешка · d3 белый слон · e3 белая пешка · a2 белая пешка · c2 белая пешка · d2 белая пешка · e2 белый ферзь · g2 белая пешка · h2 белая пешка · a1 белая ладья · f1 белая ладья · g1 белый король | 4 |
| 3 | a8 чёрная ладья · f8 чёрная ладья · g8 чёрный король · b7 чёрный слон · e7 чёрный слон · f7 чёрная пешка · g7 чёрная пешка · h7 чёрная пешка · a6 чёрная пешка · b6 чёрная пешка · c6 чёрный ферзь · e6 чёрная пешка · c5 чёрная пешка · d5 чёрная пешка · e5 белый слон · h5 чёрный конь · f4 белая пешка · b3 белая пешка · d3 белый слон · e3 белая пешка · a2 белая пешка · c2 белая пешка · d2 белая пешка · e2 белый ферзь · g2 белая пешка · h2 белая пешка · a1 белая ладья · f1 белая ладья · g1 белый король | a8 чёрная ладья · f8 чёрная ладья · g8 чёрный король · b7 чёрный слон · e7 чёрный слон · f7 чёрная пешка · g7 чёрная пешка · h7 чёрная пешка · a6 чёрная пешка · b6 чёрная пешка · c6 чёрный ферзь · e6 чёрная пешка · c5 чёрная пешка · d5 чёрная пешка · e5 белый слон · h5 чёрный конь · f4 белая пешка · b3 белая пешка · d3 белый слон · e3 белая пешка · a2 белая пешка · c2 белая пешка · d2 белая пешка · e2 белый ферзь · g2 белая пешка · h2 белая пешка · a1 белая ладья · f1 белая ладья · g1 белый король | a8 чёрная ладья · f8 чёрная ладья · g8 чёрный король · b7 чёрный слон · e7 чёрный слон · f7 чёрная пешка · g7 чёрная пешка · h7 чёрная пешка · a6 чёрная пешка · b6 чёрная пешка · c6 чёрный ферзь · e6 чёрная пешка · c5 чёрная пешка · d5 чёрная пешка · e5 белый слон · h5 чёрный конь · f4 белая пешка · b3 белая пешка · d3 белый слон · e3 белая пешка · a2 белая пешка · c2 белая пешка · d2 белая пешка · e2 белый ферзь · g2 белая пешка · h2 белая пешка · a1 белая ладья · f1 белая ладья · g1 белый король | a8 чёрная ладья · f8 чёрная ладья · g8 чёрный король · b7 чёрный слон · e7 чёрный слон · f7 чёрная пешка · g7 чёрная пешка · h7 чёрная пешка · a6 чёрная пешка · b6 чёрная пешка · c6 чёрный ферзь · e6 чёрная пешка · c5 чёрная пешка · d5 чёрная пешка · e5 белый слон · h5 чёрный конь · f4 белая пешка · b3 белая пешка · d3 белый слон · e3 белая пешка · a2 белая пешка · c2 белая пешка · d2 белая пешка · e2 белый ферзь · g2 белая пешка · h2 белая пешка · a1 белая ладья · f1 белая ладья · g1 белый король | a8 чёрная ладья · f8 чёрная ладья · g8 чёрный король · b7 чёрный слон · e7 чёрный слон · f7 чёрная пешка · g7 чёрная пешка · h7 чёрная пешка · a6 чёрная пешка · b6 чёрная пешка · c6 чёрный ферзь · e6 чёрная пешка · c5 чёрная пешка · d5 чёрная пешка · e5 белый слон · h5 чёрный конь · f4 белая пешка · b3 белая пешка · d3 белый слон · e3 белая пешка · a2 белая пешка · c2 белая пешка · d2 белая пешка · e2 белый ферзь · g2 белая пешка · h2 белая пешка · a1 белая ладья · f1 белая ладья · g1 белый король | a8 чёрная ладья · f8 чёрная ладья · g8 чёрный король · b7 чёрный слон · e7 чёрный слон · f7 чёрная пешка · g7 чёрная пешка · h7 чёрная пешка · a6 чёрная пешка · b6 чёрная пешка · c6 чёрный ферзь · e6 чёрная пешка · c5 чёрная пешка · d5 чёрная пешка · e5 белый слон · h5 чёрный конь · f4 белая пешка · b3 белая пешка · d3 белый слон · e3 белая пешка · a2 белая пешка · c2 белая пешка · d2 белая пешка · e2 белый ферзь · g2 белая пешка · h2 белая пешка · a1 белая ладья · f1 белая ладья · g1 белый король | a8 чёрная ладья · f8 чёрная ладья · g8 чёрный король · b7 чёрный слон · e7 чёрный слон · f7 чёрная пешка · g7 чёрная пешка · h7 чёрная пешка · a6 чёрная пешка · b6 чёрная пешка · c6 чёрный ферзь · e6 чёрная пешка · c5 чёрная пешка · d5 чёрная пешка · e5 белый слон · h5 чёрный конь · f4 белая пешка · b3 белая пешка · d3 белый слон · e3 белая пешка · a2 белая пешка · c2 белая пешка · d2 белая пешка · e2 белый ферзь · g2 белая пешка · h2 белая пешка · a1 белая ладья · f1 белая ладья · g1 белый король | a8 чёрная ладья · f8 чёрная ладья · g8 чёрный король · b7 чёрный слон · e7 чёрный слон · f7 чёрная пешка · g7 чёрная пешка · h7 чёрная пешка · a6 чёрная пешка · b6 чёрная пешка · c6 чёрный ферзь · e6 чёрная пешка · c5 чёрная пешка · d5 чёрная пешка · e5 белый слон · h5 чёрный конь · f4 белая пешка · b3 белая пешка · d3 белый слон · e3 белая пешка · a2 белая пешка · c2 белая пешка · d2 белая пешка · e2 белый ферзь · g2 белая пешка · h2 белая пешка · a1 белая ладья · f1 белая ладья · g1 белый король | 3 |
| 2 | a8 чёрная ладья · f8 чёрная ладья · g8 чёрный король · b7 чёрный слон · e7 чёрный слон · f7 чёрная пешка · g7 чёрная пешка · h7 чёрная пешка · a6 чёрная пешка · b6 чёрная пешка · c6 чёрный ферзь · e6 чёрная пешка · c5 чёрная пешка · d5 чёрная пешка · e5 белый слон · h5 чёрный конь · f4 белая пешка · b3 белая пешка · d3 белый слон · e3 белая пешка · a2 белая пешка · c2 белая пешка · d2 белая пешка · e2 белый ферзь · g2 белая пешка · h2 белая пешка · a1 белая ладья · f1 белая ладья · g1 белый король | a8 чёрная ладья · f8 чёрная ладья · g8 чёрный король · b7 чёрный слон · e7 чёрный слон · f7 чёрная пешка · g7 чёрная пешка · h7 чёрная пешка · a6 чёрная пешка · b6 чёрная пешка · c6 чёрный ферзь · e6 чёрная пешка · c5 чёрная пешка · d5 чёрная пешка · e5 белый слон · h5 чёрный конь · f4 белая пешка · b3 белая пешка · d3 белый слон · e3 белая пешка · a2 белая пешка · c2 белая пешка · d2 белая пешка · e2 белый ферзь · g2 белая пешка · h2 белая пешка · a1 белая ладья · f1 белая ладья · g1 белый король | a8 чёрная ладья · f8 чёрная ладья · g8 чёрный король · b7 чёрный слон · e7 чёрный слон · f7 чёрная пешка · g7 чёрная пешка · h7 чёрная пешка · a6 чёрная пешка · b6 чёрная пешка · c6 чёрный ферзь · e6 чёрная пешка · c5 чёрная пешка · d5 чёрная пешка · e5 белый слон · h5 чёрный конь · f4 белая пешка · b3 белая пешка · d3 белый слон · e3 белая пешка · a2 белая пешка · c2 белая пешка · d2 белая пешка · e2 белый ферзь · g2 белая пешка · h2 белая пешка · a1 белая ладья · f1 белая ладья · g1 белый король | a8 чёрная ладья · f8 чёрная ладья · g8 чёрный король · b7 чёрный слон · e7 чёрный слон · f7 чёрная пешка · g7 чёрная пешка · h7 чёрная пешка · a6 чёрная пешка · b6 чёрная пешка · c6 чёрный ферзь · e6 чёрная пешка · c5 чёрная пешка · d5 чёрная пешка · e5 белый слон · h5 чёрный конь · f4 белая пешка · b3 белая пешка · d3 белый слон · e3 белая пешка · a2 белая пешка · c2 белая пешка · d2 белая пешка · e2 белый ферзь · g2 белая пешка · h2 белая пешка · a1 белая ладья · f1 белая ладья · g1 белый король | a8 чёрная ладья · f8 чёрная ладья · g8 чёрный король · b7 чёрный слон · e7 чёрный слон · f7 чёрная пешка · g7 чёрная пешка · h7 чёрная пешка · a6 чёрная пешка · b6 чёрная пешка · c6 чёрный ферзь · e6 чёрная пешка · c5 чёрная пешка · d5 чёрная пешка · e5 белый слон · h5 чёрный конь · f4 белая пешка · b3 белая пешка · d3 белый слон · e3 белая пешка · a2 белая пешка · c2 белая пешка · d2 белая пешка · e2 белый ферзь · g2 белая пешка · h2 белая пешка · a1 белая ладья · f1 белая ладья · g1 белый король | a8 чёрная ладья · f8 чёрная ладья · g8 чёрный король · b7 чёрный слон · e7 чёрный слон · f7 чёрная пешка · g7 чёрная пешка · h7 чёрная пешка · a6 чёрная пешка · b6 чёрная пешка · c6 чёрный ферзь · e6 чёрная пешка · c5 чёрная пешка · d5 чёрная пешка · e5 белый слон · h5 чёрный конь · f4 белая пешка · b3 белая пешка · d3 белый слон · e3 белая пешка · a2 белая пешка · c2 белая пешка · d2 белая пешка · e2 белый ферзь · g2 белая пешка · h2 белая пешка · a1 белая ладья · f1 белая ладья · g1 белый король | a8 чёрная ладья · f8 чёрная ладья · g8 чёрный король · b7 чёрный слон · e7 чёрный слон · f7 чёрная пешка · g7 чёрная пешка · h7 чёрная пешка · a6 чёрная пешка · b6 чёрная пешка · c6 чёрный ферзь · e6 чёрная пешка · c5 чёрная пешка · d5 чёрная пешка · e5 белый слон · h5 чёрный конь · f4 белая пешка · b3 белая пешка · d3 белый слон · e3 белая пешка · a2 белая пешка · c2 белая пешка · d2 белая пешка · e2 белый ферзь · g2 белая пешка · h2 белая пешка · a1 белая ладья · f1 белая ладья · g1 белый король | a8 чёрная ладья · f8 чёрная ладья · g8 чёрный король · b7 чёрный слон · e7 чёрный слон · f7 чёрная пешка · g7 чёрная пешка · h7 чёрная пешка · a6 чёрная пешка · b6 чёрная пешка · c6 чёрный ферзь · e6 чёрная пешка · c5 чёрная пешка · d5 чёрная пешка · e5 белый слон · h5 чёрный конь · f4 белая пешка · b3 белая пешка · d3 белый слон · e3 белая пешка · a2 белая пешка · c2 белая пешка · d2 белая пешка · e2 белый ферзь · g2 белая пешка · h2 белая пешка · a1 белая ладья · f1 белая ладья · g1 белый король | 2 |
| 1 | a8 чёрная ладья · f8 чёрная ладья · g8 чёрный король · b7 чёрный слон · e7 чёрный слон · f7 чёрная пешка · g7 чёрная пешка · h7 чёрная пешка · a6 чёрная пешка · b6 чёрная пешка · c6 чёрный ферзь · e6 чёрная пешка · c5 чёрная пешка · d5 чёрная пешка · e5 белый слон · h5 чёрный конь · f4 белая пешка · b3 белая пешка · d3 белый слон · e3 белая пешка · a2 белая пешка · c2 белая пешка · d2 белая пешка · e2 белый ферзь · g2 белая пешка · h2 белая пешка · a1 белая ладья · f1 белая ладья · g1 белый король | a8 чёрная ладья · f8 чёрная ладья · g8 чёрный король · b7 чёрный слон · e7 чёрный слон · f7 чёрная пешка · g7 чёрная пешка · h7 чёрная пешка · a6 чёрная пешка · b6 чёрная пешка · c6 чёрный ферзь · e6 чёрная пешка · c5 чёрная пешка · d5 чёрная пешка · e5 белый слон · h5 чёрный конь · f4 белая пешка · b3 белая пешка · d3 белый слон · e3 белая пешка · a2 белая пешка · c2 белая пешка · d2 белая пешка · e2 белый ферзь · g2 белая пешка · h2 белая пешка · a1 белая ладья · f1 белая ладья · g1 белый король | a8 чёрная ладья · f8 чёрная ладья · g8 чёрный король · b7 чёрный слон · e7 чёрный слон · f7 чёрная пешка · g7 чёрная пешка · h7 чёрная пешка · a6 чёрная пешка · b6 чёрная пешка · c6 чёрный ферзь · e6 чёрная пешка · c5 чёрная пешка · d5 чёрная пешка · e5 белый слон · h5 чёрный конь · f4 белая пешка · b3 белая пешка · d3 белый слон · e3 белая пешка · a2 белая пешка · c2 белая пешка · d2 белая пешка · e2 белый ферзь · g2 белая пешка · h2 белая пешка · a1 белая ладья · f1 белая ладья · g1 белый король | a8 чёрная ладья · f8 чёрная ладья · g8 чёрный король · b7 чёрный слон · e7 чёрный слон · f7 чёрная пешка · g7 чёрная пешка · h7 чёрная пешка · a6 чёрная пешка · b6 чёрная пешка · c6 чёрный ферзь · e6 чёрная пешка · c5 чёрная пешка · d5 чёрная пешка · e5 белый слон · h5 чёрный конь · f4 белая пешка · b3 белая пешка · d3 белый слон · e3 белая пешка · a2 белая пешка · c2 белая пешка · d2 белая пешка · e2 белый ферзь · g2 белая пешка · h2 белая пешка · a1 белая ладья · f1 белая ладья · g1 белый король | a8 чёрная ладья · f8 чёрная ладья · g8 чёрный король · b7 чёрный слон · e7 чёрный слон · f7 чёрная пешка · g7 чёрная пешка · h7 чёрная пешка · a6 чёрная пешка · b6 чёрная пешка · c6 чёрный ферзь · e6 чёрная пешка · c5 чёрная пешка · d5 чёрная пешка · e5 белый слон · h5 чёрный конь · f4 белая пешка · b3 белая пешка · d3 белый слон · e3 белая пешка · a2 белая пешка · c2 белая пешка · d2 белая пешка · e2 белый ферзь · g2 белая пешка · h2 белая пешка · a1 белая ладья · f1 белая ладья · g1 белый король | a8 чёрная ладья · f8 чёрная ладья · g8 чёрный король · b7 чёрный слон · e7 чёрный слон · f7 чёрная пешка · g7 чёрная пешка · h7 чёрная пешка · a6 чёрная пешка · b6 чёрная пешка · c6 чёрный ферзь · e6 чёрная пешка · c5 чёрная пешка · d5 чёрная пешка · e5 белый слон · h5 чёрный конь · f4 белая пешка · b3 белая пешка · d3 белый слон · e3 белая пешка · a2 белая пешка · c2 белая пешка · d2 белая пешка · e2 белый ферзь · g2 белая пешка · h2 белая пешка · a1 белая ладья · f1 белая ладья · g1 белый король | a8 чёрная ладья · f8 чёрная ладья · g8 чёрный король · b7 чёрный слон · e7 чёрный слон · f7 чёрная пешка · g7 чёрная пешка · h7 чёрная пешка · a6 чёрная пешка · b6 чёрная пешка · c6 чёрный ферзь · e6 чёрная пешка · c5 чёрная пешка · d5 чёрная пешка · e5 белый слон · h5 чёрный конь · f4 белая пешка · b3 белая пешка · d3 белый слон · e3 белая пешка · a2 белая пешка · c2 белая пешка · d2 белая пешка · e2 белый ферзь · g2 белая пешка · h2 белая пешка · a1 белая ладья · f1 белая ладья · g1 белый король | a8 чёрная ладья · f8 чёрная ладья · g8 чёрный король · b7 чёрный слон · e7 чёрный слон · f7 чёрная пешка · g7 чёрная пешка · h7 чёрная пешка · a6 чёрная пешка · b6 чёрная пешка · c6 чёрный ферзь · e6 чёрная пешка · c5 чёрная пешка · d5 чёрная пешка · e5 белый слон · h5 чёрный конь · f4 белая пешка · b3 белая пешка · d3 белый слон · e3 белая пешка · a2 белая пешка · c2 белая пешка · d2 белая пешка · e2 белый ферзь · g2 белая пешка · h2 белая пешка · a1 белая ладья · f1 белая ладья · g1 белый король | 1 |
|   | a | b | c | d | e | f | g | h |   |

15.С:h7+ Кр:h7 16.Ф:h5+ Крg8 17.С:g7 Кр:g7 18.Фg4+ Крh7 19.Лf3 e5 20.Лh3+ Фh6 21.Л:h6+ Кр:h6 22.Фd7 Белые получили решающее материальное преимущество и вскоре выиграли
Ласкер родился 24 декабря 1868 года в прусском городе Берлинхене (ныне Барлинек, Польша) в еврейской семье, его отец был синагогальным кантором, а дед — раввином. В 11 лет Эмануил переехал в Берлин к старшему брату Бертольду, чтобы изучать математику. Бертольд, сам сильный шахматист, научил игре Эмануила, затем тот стал совершенствоваться самостоятельно по популярному учебнику Дюфреня. Позднее Ласкер начал зарабатывать деньги, играя на ставку в кафе. В 1888 году он окончил гимназию и поступил на математический факультет Берлинского университета.
В 1889 году Ласкер выиграл турнир в Берлине и побочный турнир 6-го конгресса Германского шахматного союза в Бреслау (современный Вроцлав), а также занял второе место в Амстердаме позади Берна, но впереди Гунсберга и Мэзона. В Амстердаме Ласкер выиграл знаменитую партию у Бауэра, применив комбинацию, позднее получившую название по этой партии — жертвой обоих слонов белые разрушили укрытие чёрного короля.
Вернувшись в Берлин, Ласкер выиграл матчи у Курта фон Барделебена (+2 −1 = 1) и Жака Мизеса (+5 −0 = 3), затем сыграл в Лондоне матчи с Бёрдом (+7 −2 = 3) и Энглишем (+2 −0 = 3). В 1891 году Ласкер переехал в Великобританию. В следующем году он выиграл два турнира в Лондоне с участием сильнейших британских шахматистов и матчи у Дж. Блэкберна (+6 −0 = 4) и Берда (+5 −0 = 0). В конце 1892 года Ласкер направил вызов на матч Зигберту Таррашу, одному из сильнейших игроков мира, только что выигравшему турнир в Дрездене. Тарраш отказался, сказав, что готов играть с Ласкером не раньше, чем тот одержит победу в крупном международном турнире. После этого Ласкер уехал на гастроли в США; в течение 1893 года он занял 1-е место в турнире мастеров в Нью-Йорке, выиграв все 13 партий и опередив Альбина на 4½ очка, и обыграл в матче Дж. Шовальтера со счётом 7:3 (+6 −2 = 2).

### Завоевание титула
Успешные выступления позволили Ласкеру вызвать на матч на первенство мира Вильгельма Стейница. Матч проходил с 15 марта по 26 мая 1894 года в Нью-Йорке, Филадельфии и Монреале, победителем становился первый выигравший десять партий. После первых шести партий счёт был равный (по две победы у каждой из сторон), переломной стала седьмая партия, которую Ласкер выиграл в обоюдоострой борьбе. Затем он одержал ещё четыре победы подряд, а решающее очко добыл в 19-й партии. В целом завоевание чемпионского титула оказалось для Ласкера неожиданно лёгким. Многие современники считали, что важную роль сыграл возраст Стейница (ему было уже 58 лет), а сам Стейниц жаловался на мучившую его бессонницу. Однако, по мнению Крамника, Ласкер победил, потому что гораздо глубже Стейница понимал шахматы и вообще в этом опередил своё время.

### Чемпион мира
Последующие выступления в соревнованиях подтвердили высокий класс игры Ласкера. В гастингском турнире (1895) с участием Стейница, М. Чигорина, Блэкберна и других знаменитых игроков Ласкер занял третье место, несмотря на то что он не до конца оправился от недавно перенесённого брюшного тифа. За три тура до конца Ласкер лидировал, но концовку турнира сильно провёл молодой Гарри Пильсбери, который и стал первым, а Ласкер, проигравший Таррашу, опустился на третье место (второе осталось за Чигориным). В Петербурге (1895—1896) Ласкер выиграл четверной турнир в 6 кругов (участвовали Ласкер, Стейниц, Пильсбери и Чигорин), а в Нюрнберге победил в турнире с участием Стейница и ещё 18 шахматистов, в том числе всех основных претендентов на звание чемпиона мира. В ноябре 1896 года — январе 1897 года в Москве состоялся матч-реванш против Стейница, который закончился уверенной победой Ласкера (+10 −2 = 5). В следующем турнире (Париж, 1900) Ласкер при очень сильном составе победил с результатом 14½ из 16. Пильсбери был вторым, отстав на два очка, а третье и четвёртое места поделили Маршалл и Мароци.
После парижского турнира Ласкер вернулся в Эрлангенский университет, чтобы завершить своё образование. В 1902 году он защитил докторскую диссертацию. Ласкер продолжил выступать в турнирах только в 1904 году — в Кембридж-Спрингсе (США) он проиграл две партии на старте и в итоге поделил второе место с Яновским, и то лишь благодаря победе в очной встрече в последнем туре>. Выиграл турнир американский шахматист Фрэнк Маршалл, для которого эта победа стала высшим достижением. В 1904 году Ласкер также начал издавать журнал «Lasker's Chess Magazine». Номера выходили раз в полгода, последний (сдвоенный восьмой и девятый) — в январе 1909 года.
В 1902 году Ласкер познакомился в Берлине с Мартой Кон, урождённой Бамбергер, женой владельца фабрики музыкальных инструментов Эмиля Кона. Марта происходила из династии банкиров еврейского происхождения, а по материнской линии она была внучкой композитора Джакомо Мейербера. Эмануил и Марта сразу прониклись друг к другу симпатией, но Марта не пожелала уйти от мужа, который был серьёзно болен. Лишь в 1911 году, когда Эмиль Кон умер, Марта вышла замуж за Ласкера. Они прожили вместе всю жизнь, Марта следовала за мужем, заботилась о нём, постоянно присутствовала на соревнованиях.
В период с 1907 по 1910 год Ласкер пять раз защищал титул чемпиона мира. После победы в Кембридж-Спрингсе Маршалл вызвал Ласкера на матч, но чемпион поставил финансовые условия, которые Маршалл на тот момент не смог выполнить. Матч состоялся в США только в начале 1907 года. Для победы требовалось первым набрать восемь очков без учёта ничьих, Ласкер выиграл с подавляющим перевесом +8 −0 = 7. В следующем году Ласкер сыграл матч с Таррашем на тех же условиях и снова убедительно выиграл: после седьмой партии счёт по победам был 5—1, а восьмое очко Ласкер взял в шестнадцатой (общий счёт +8 −3 = 5). В 1909 году прошёл матч из 10 партий между Ласкером и Яновским, относительно статуса которого существуют споры. Ласкер выиграл семь партий при одном поражении и двух ничьих. В начале 1910 года состоялся матч с австрийским шахматистом Карлом Шлехтером. Согласно предварительным условиям, матч должен был состоять из 30 партий и для победы Шлехтеру требовался перевес в два очка. Из-за финансовых трудностей количество партий было сокращено до десяти, так что некоторые исследователи считают матч не титульным, а серией выставочных партий. Шлехтер победил в пятой партии, ещё восемь закончились вничью, а в последней Шлехтер, имея выигранную позицию, упустил и победу, и ничью. В том же году состоялся повторный матч с Яновским до восьми побед, который был выигран Ласкером ещё более убедительно — всего за 11 партий и без поражений. Позднее биографы Ласкера неоднократно высказывали сожаление, что при большом количестве сыгранных Ласкером матчей его соперниками так и не стали двое из наиболее выдающихся его современников — Пильсбери и Рубинштейн. Также в 1909 году Ласкер и Рубинштейн разделили первое место на турнире памяти Чигорина в Петербурге, набрав по 14½ очка из 18. Третье место с 11 очками занял Шпильман, ниже остались Дурас, Тейхман, Шлехтер и ряд других шахматистов. При этом Ласкер, проигравший две партии (Рубинштейну и Дуз-Хотимирскому), догнал Рубинштейна лишь в последнем туре благодаря победе над Тейхманом.
Когда двадцатитрёхлетний кубинец Хосе Рауль Капабланка выиграл свой первый турнир в Европе в Сан-Себастьяне (1911), опередив практически всех сильнейших шахматистов своего времени, начались переговоры о его матче с Ласкером. Ласкер выставил условие о том, что претендент должен выиграть с разницей минимум в два очка, на что не был согласен Капабланка. В дальнейшей переписке Капабланка охарактеризовал одно из выдвинутых Ласкером условий как «явно несправедливое» (obviously unfair), после чего Ласкер прекратил переговоры и через прессу потребовал извинений. Вражда Капабланки и Ласкера продолжалась до петербургского турнира.
Одним из самых крупных турнирных успехов Ласкера стала победа на Петербургском международном турнире 1914 года, который стал единственным соревнованием Ласкера за истекшие пять лет. Кроме Ласкера в нём приняли участие десять шахматистов, включая двух главных претендентов на матч на первенство мира — Хосе Рауля Капабланку и Акибу Рубинштейна. В предварительном раунде выиграл Капабланка, опередивший Ласкера на полтора очка, но в проходившем в два круга финальном раунде, куда вышли пять лучших шахматистов, Ласкер набрал против Капабланки, Алехина, Тарраша и Маршалла 7 из 8 (шесть побед и две ничьи). В результате по сумме двух раундов Ласкер опередил кубинца на пол-очка. Победа над Капабланкой в эндшпиле в разменном варианте испанской партии считается одной из главных творческих удач Ласкера.
Накануне Первой мировой войны проходили переговоры о матче между Ласкером и Рубинштейном, но война положила конец этим планам. В годы войны Ласкер жил в Берлине. В этот период он сыграл матч из шести партий против Тарраша (1916) и выиграл двухкруговой мини-турнир с участием Тарраша, Рубинштейна и Шлехтера (1918).

### Матч с Капабланкой и утрата титула
Переговоры между Ласкером и Капабланкой, которые возобновились после Первой мировой войны, завершились подписанием соглашения в Гааге 23 января 1920 года. Матч был запланирован на 1921 год, но в июне Ласкер опубликовал в прессе письмо, сообщая, что он добровольно отказывается от титула в пользу Капабланки, так как шахматный мир не поддержал условия, на которых Ласкер был согласен защищать звание. Тем не менее Капабланка и общественность настаивали на матче, и 10 августа было заключено новое соглашение, по которому матч на большинство из 24 партий должен был состояться в Гаване в начале 1921 года. При этом в соглашении было оговорено, что на момент начала матча чемпионом мира является Капабланка.
Матч проходил с 15 марта по 28 апреля 1921 года. Первые четыре партии завершились вничью, пятую выиграл Капабланка, затем он одержал победы в десятой, одиннадцатой и четырнадцатой партиях, ещё десять закончились вничью. После четырнадцатой партии, проигранной грубым зевком, Ласкер сдал матч досрочно. Несмотря на то, что по условиям соглашения Капабланка играл матч уже в ранге чемпиона мира, после окончания матча он был объявлен «новым чемпионом мира» и в целом считается, что звание перешло к кубинцу только после матча в Гаване. Спортивная ценность матча оценивается по-разному. Эйве и Принс называют игру Ласкера очень слабой, отмечая неподходящий для него тропический климат и общее нежелание играть. Одновременно с этим Крамник считал, что за исключением последней партии матч в целом проходил на очень высоком уровне, просто Капабланка был моложе и сильнее. Всего Ласкер удерживал звание чемпиона в течение 26 лет 337 дней, что является абсолютным рекордом в истории шахмат.

### Экс-чемпион
Несмотря на проигрыш Капабланке, Ласкер продолжал успешные выступления в соревнованиях. В 1923 году он без поражений выиграл турнир в Остраве (1923), опередив ряд сильных шахматистов, включая Рети, Боголюбова и молодого Эйве. Через год — победа в Нью-Йорке, где Ласкер сразу захватил лидерство и выиграл первый круг с результатом 7½ из 10, уверенно опередив Капабланку. Несмотря на поражение от кубинца во втором круге, Ласкер сохранил первое место, при этом выиграв все остальные микроматчи>. На Первом Московском международном турнире (1925) Ласкер боролся за лидерство с Боголюбовым. В 12-м туре в партии с К. Торре Ласкер имел выигранную позицию, но затем несколько раз ошибся и позволил сопернику провести эффектную победную комбинацию с жертвой ферзя, известную как «мельница». Это часто объясняют тем, что во время партии Ласкер получил телеграмму, извещавшую о том, что его совместная с братом Бертольдом философская пьеса «О Человеке эта повесть» была принята к постановке одним из берлинских театров. Пьеса не имела успеха, и в настоящее время она оценивается критиками невысоко. Вторую половину турнира Ласкер провёл слабо, через тур после партии с Торре он проиграл Левенфишу, а позже сделал несколько ничьих с аутсайдерами. Тем не менее это не помешало ему завоевать второй приз и набрать на пол-очка больше, чем Капабланка.
В 1927 году организаторы не пригласили Ласкера на турнир в Нью-Йорке. Поскольку турнир многими рассматривался как соревнование сильнейших шахматистов мира за право на матч с чемпионом — Капабланкой, Ласкер воспринял это как оскорбление и на несколько лет прекратил участие в турнирах.
В 1933 году Ласкер с женой был вынужден покинуть Германию из-за установления там нацистской диктатуры и начала кампании по преследованию евреев. Переехав в Великобританию, Ласкер в 1934 году после долгого перерыва возобновил участие в соревнованиях, заняв в цюрихском турнире пятое место (турнир выиграл Алехин). В 1935 году в Московском международном турнире Ласкер занял третье место, отстав на пол-очка от Ботвинника и Флора, но опередив Капабланку. Выступление Ласкера, который в шестьдесят шесть лет не проиграл ни одной из 19 партий (+6 −0 = 13), при этом в личной встрече с Капабланкой одержав красивую победу, газеты назвали «биологическим чудом». В августе того же года по приглашению наркома юстиции и организатора шахматных турниров Николая Крыленко Ласкеры поселились в СССР. Ласкер получил должность в Математическом институте АН СССР, в качестве корреспондента «Красного спорта» освещал матч между Алехиным и Эйве в Голландии и представлял Советский Союз в соревнованиях. В 1936 году он сыграл в двух турнирах: в Москве он был шестым, а в ноттингемском турнире поделил 7-8 места, там он единственный раз занял в итоговой таблице место ниже Капабланки. Свою последнюю турнирную партию Ласкер сыграл в Ноттингеме против К. Александера.
В 1937 году Ласкеры отправились в США, чтобы повидать родственников, в частности дочь Марты Лотту. Они провели некоторое время в Чикаго, затем переехали к родственникам жены в Нью-Йорк. По одной из версий, поездка планировалась как временная, все вещи Ласкеров остались в московской квартире, были даже куплены обратные билеты в Москву. По другой — Ласкеры увезли с собой всё, кроме мебели, явно не собираясь возвращаться.
Так или иначе, супруги более не вернулись в СССР. Марта в Америке заболела, и врачи категорически запретили ей отправляться в долгий путь. Существует мнение, что Ласкеры решили не возвращаться, опасаясь поднявшейся в СССР волны репрессий, одной из жертв которой стал Крыленко.

Одним из первых высоких чинов арестовали Крыленко. А Крыленко был тогда наркомом, любил шахматы и руководил шахматным обществом. Это был человек, к которому Ласкер мог обратиться, который приходил к нему в гости, иногда бывал и на этих воскресных обедах. И я очень хорошо помню, как Ласкера охватил страх. Он сначала никак не мог догадаться, почему не может к нему дозвониться, почему Крыленко исчез. Очевидно, немецко-западная психология более медленно и трудно осваивала быстрые изменения нашей тогдашней жизни, — прошла, наверное, неделя-другая, пока он осознал, что Крыленко просто арестован. А потом и других знакомых Ласкера арестовали. И на каком-то очередном обеде он нам сказал: всё, мы попросили визу, уезжаем в Америку. Мы боимся здесь оставаться.
— Лилианна Лунгина. 'Подстрочник' — 12.
Однако известен факт, что, подавая прошение о разрешении проживания в Советском Союзе, Ласкер с самого начала указал срок пребывания в СССР «около двух лет» с целью завершения научной работы, для чего он нуждался в математической литературе, доступной в советских библиотеках. Так что выезд мог быть просто реализацией изначальных планов.

### Последние годы
В США Ласкер зарабатывал на жизнь сеансами одновременной игры, лекциями и игрой в бридж. Так, во время пребывания в Чикаго в 1938 году Ласкер провёл ряд выступлений в недавно открытом местном шахматном клубе, носящем его имя, в том числе два сеанса одновременной игры (с результатами +21 −1 = 5 и +23 −0 = 2), и две консультационные партии, в которых против него играли чикагские мастера (Ласкер выиграл обе). В мае 1940 года начал показательный матч с Маршаллом, но после второй партии (+0 −1 = 1) прекратил матч из-за проблем со здоровьем.
В первые дни 1941 года Ласкер тяжело заболел почечной инфекцией, попал в госпиталь «Маунт-Синай» в Нью-Йорке, где и умер 11 января 1941 года. Ласкер был похоронен на кладбище Бет Олом в Квинсе, церемонию прощания посетили около двухсот человек, в том числе Файн и Эд. Ласкер.

## Вклад и влияние
|   | a | b | c | d | e | f | g | h |   |
| - | --- | --- | --- | --- | --- | --- | --- | --- | - |
| 8 | a8 чёрная ладья · c8 чёрный слон · e8 чёрная ладья · g8 чёрный король · b7 чёрная пешка · c7 чёрная пешка · e7 чёрный конь · g7 чёрная пешка · h7 чёрная пешка · a6 чёрная пешка · c6 чёрная пешка · d6 чёрный слон · f6 чёрная пешка · e4 белая пешка · f4 белая пешка · b3 белый конь · c3 белый конь · a2 белая пешка · b2 белая пешка · c2 белая пешка · g2 белая пешка · h2 белая пешка · a1 белая ладья · c1 белый слон · f1 белая ладья · g1 белый король | a8 чёрная ладья · c8 чёрный слон · e8 чёрная ладья · g8 чёрный король · b7 чёрная пешка · c7 чёрная пешка · e7 чёрный конь · g7 чёрная пешка · h7 чёрная пешка · a6 чёрная пешка · c6 чёрная пешка · d6 чёрный слон · f6 чёрная пешка · e4 белая пешка · f4 белая пешка · b3 белый конь · c3 белый конь · a2 белая пешка · b2 белая пешка · c2 белая пешка · g2 белая пешка · h2 белая пешка · a1 белая ладья · c1 белый слон · f1 белая ладья · g1 белый король | a8 чёрная ладья · c8 чёрный слон · e8 чёрная ладья · g8 чёрный король · b7 чёрная пешка · c7 чёрная пешка · e7 чёрный конь · g7 чёрная пешка · h7 чёрная пешка · a6 чёрная пешка · c6 чёрная пешка · d6 чёрный слон · f6 чёрная пешка · e4 белая пешка · f4 белая пешка · b3 белый конь · c3 белый конь · a2 белая пешка · b2 белая пешка · c2 белая пешка · g2 белая пешка · h2 белая пешка · a1 белая ладья · c1 белый слон · f1 белая ладья · g1 белый король | a8 чёрная ладья · c8 чёрный слон · e8 чёрная ладья · g8 чёрный король · b7 чёрная пешка · c7 чёрная пешка · e7 чёрный конь · g7 чёрная пешка · h7 чёрная пешка · a6 чёрная пешка · c6 чёрная пешка · d6 чёрный слон · f6 чёрная пешка · e4 белая пешка · f4 белая пешка · b3 белый конь · c3 белый конь · a2 белая пешка · b2 белая пешка · c2 белая пешка · g2 белая пешка · h2 белая пешка · a1 белая ладья · c1 белый слон · f1 белая ладья · g1 белый король | a8 чёрная ладья · c8 чёрный слон · e8 чёрная ладья · g8 чёрный король · b7 чёрная пешка · c7 чёрная пешка · e7 чёрный конь · g7 чёрная пешка · h7 чёрная пешка · a6 чёрная пешка · c6 чёрная пешка · d6 чёрный слон · f6 чёрная пешка · e4 белая пешка · f4 белая пешка · b3 белый конь · c3 белый конь · a2 белая пешка · b2 белая пешка · c2 белая пешка · g2 белая пешка · h2 белая пешка · a1 белая ладья · c1 белый слон · f1 белая ладья · g1 белый король | a8 чёрная ладья · c8 чёрный слон · e8 чёрная ладья · g8 чёрный король · b7 чёрная пешка · c7 чёрная пешка · e7 чёрный конь · g7 чёрная пешка · h7 чёрная пешка · a6 чёрная пешка · c6 чёрная пешка · d6 чёрный слон · f6 чёрная пешка · e4 белая пешка · f4 белая пешка · b3 белый конь · c3 белый конь · a2 белая пешка · b2 белая пешка · c2 белая пешка · g2 белая пешка · h2 белая пешка · a1 белая ладья · c1 белый слон · f1 белая ладья · g1 белый король | a8 чёрная ладья · c8 чёрный слон · e8 чёрная ладья · g8 чёрный король · b7 чёрная пешка · c7 чёрная пешка · e7 чёрный конь · g7 чёрная пешка · h7 чёрная пешка · a6 чёрная пешка · c6 чёрная пешка · d6 чёрный слон · f6 чёрная пешка · e4 белая пешка · f4 белая пешка · b3 белый конь · c3 белый конь · a2 белая пешка · b2 белая пешка · c2 белая пешка · g2 белая пешка · h2 белая пешка · a1 белая ладья · c1 белый слон · f1 белая ладья · g1 белый король | a8 чёрная ладья · c8 чёрный слон · e8 чёрная ладья · g8 чёрный король · b7 чёрная пешка · c7 чёрная пешка · e7 чёрный конь · g7 чёрная пешка · h7 чёрная пешка · a6 чёрная пешка · c6 чёрная пешка · d6 чёрный слон · f6 чёрная пешка · e4 белая пешка · f4 белая пешка · b3 белый конь · c3 белый конь · a2 белая пешка · b2 белая пешка · c2 белая пешка · g2 белая пешка · h2 белая пешка · a1 белая ладья · c1 белый слон · f1 белая ладья · g1 белый король | 8 |
| 7 | a8 чёрная ладья · c8 чёрный слон · e8 чёрная ладья · g8 чёрный король · b7 чёрная пешка · c7 чёрная пешка · e7 чёрный конь · g7 чёрная пешка · h7 чёрная пешка · a6 чёрная пешка · c6 чёрная пешка · d6 чёрный слон · f6 чёрная пешка · e4 белая пешка · f4 белая пешка · b3 белый конь · c3 белый конь · a2 белая пешка · b2 белая пешка · c2 белая пешка · g2 белая пешка · h2 белая пешка · a1 белая ладья · c1 белый слон · f1 белая ладья · g1 белый король | a8 чёрная ладья · c8 чёрный слон · e8 чёрная ладья · g8 чёрный король · b7 чёрная пешка · c7 чёрная пешка · e7 чёрный конь · g7 чёрная пешка · h7 чёрная пешка · a6 чёрная пешка · c6 чёрная пешка · d6 чёрный слон · f6 чёрная пешка · e4 белая пешка · f4 белая пешка · b3 белый конь · c3 белый конь · a2 белая пешка · b2 белая пешка · c2 белая пешка · g2 белая пешка · h2 белая пешка · a1 белая ладья · c1 белый слон · f1 белая ладья · g1 белый король | a8 чёрная ладья · c8 чёрный слон · e8 чёрная ладья · g8 чёрный король · b7 чёрная пешка · c7 чёрная пешка · e7 чёрный конь · g7 чёрная пешка · h7 чёрная пешка · a6 чёрная пешка · c6 чёрная пешка · d6 чёрный слон · f6 чёрная пешка · e4 белая пешка · f4 белая пешка · b3 белый конь · c3 белый конь · a2 белая пешка · b2 белая пешка · c2 белая пешка · g2 белая пешка · h2 белая пешка · a1 белая ладья · c1 белый слон · f1 белая ладья · g1 белый король | a8 чёрная ладья · c8 чёрный слон · e8 чёрная ладья · g8 чёрный король · b7 чёрная пешка · c7 чёрная пешка · e7 чёрный конь · g7 чёрная пешка · h7 чёрная пешка · a6 чёрная пешка · c6 чёрная пешка · d6 чёрный слон · f6 чёрная пешка · e4 белая пешка · f4 белая пешка · b3 белый конь · c3 белый конь · a2 белая пешка · b2 белая пешка · c2 белая пешка · g2 белая пешка · h2 белая пешка · a1 белая ладья · c1 белый слон · f1 белая ладья · g1 белый король | a8 чёрная ладья · c8 чёрный слон · e8 чёрная ладья · g8 чёрный король · b7 чёрная пешка · c7 чёрная пешка · e7 чёрный конь · g7 чёрная пешка · h7 чёрная пешка · a6 чёрная пешка · c6 чёрная пешка · d6 чёрный слон · f6 чёрная пешка · e4 белая пешка · f4 белая пешка · b3 белый конь · c3 белый конь · a2 белая пешка · b2 белая пешка · c2 белая пешка · g2 белая пешка · h2 белая пешка · a1 белая ладья · c1 белый слон · f1 белая ладья · g1 белый король | a8 чёрная ладья · c8 чёрный слон · e8 чёрная ладья · g8 чёрный король · b7 чёрная пешка · c7 чёрная пешка · e7 чёрный конь · g7 чёрная пешка · h7 чёрная пешка · a6 чёрная пешка · c6 чёрная пешка · d6 чёрный слон · f6 чёрная пешка · e4 белая пешка · f4 белая пешка · b3 белый конь · c3 белый конь · a2 белая пешка · b2 белая пешка · c2 белая пешка · g2 белая пешка · h2 белая пешка · a1 белая ладья · c1 белый слон · f1 белая ладья · g1 белый король | a8 чёрная ладья · c8 чёрный слон · e8 чёрная ладья · g8 чёрный король · b7 чёрная пешка · c7 чёрная пешка · e7 чёрный конь · g7 чёрная пешка · h7 чёрная пешка · a6 чёрная пешка · c6 чёрная пешка · d6 чёрный слон · f6 чёрная пешка · e4 белая пешка · f4 белая пешка · b3 белый конь · c3 белый конь · a2 белая пешка · b2 белая пешка · c2 белая пешка · g2 белая пешка · h2 белая пешка · a1 белая ладья · c1 белый слон · f1 белая ладья · g1 белый король | a8 чёрная ладья · c8 чёрный слон · e8 чёрная ладья · g8 чёрный король · b7 чёрная пешка · c7 чёрная пешка · e7 чёрный конь · g7 чёрная пешка · h7 чёрная пешка · a6 чёрная пешка · c6 чёрная пешка · d6 чёрный слон · f6 чёрная пешка · e4 белая пешка · f4 белая пешка · b3 белый конь · c3 белый конь · a2 белая пешка · b2 белая пешка · c2 белая пешка · g2 белая пешка · h2 белая пешка · a1 белая ладья · c1 белый слон · f1 белая ладья · g1 белый король | 7 |
| 6 | a8 чёрная ладья · c8 чёрный слон · e8 чёрная ладья · g8 чёрный король · b7 чёрная пешка · c7 чёрная пешка · e7 чёрный конь · g7 чёрная пешка · h7 чёрная пешка · a6 чёрная пешка · c6 чёрная пешка · d6 чёрный слон · f6 чёрная пешка · e4 белая пешка · f4 белая пешка · b3 белый конь · c3 белый конь · a2 белая пешка · b2 белая пешка · c2 белая пешка · g2 белая пешка · h2 белая пешка · a1 белая ладья · c1 белый слон · f1 белая ладья · g1 белый король | a8 чёрная ладья · c8 чёрный слон · e8 чёрная ладья · g8 чёрный король · b7 чёрная пешка · c7 чёрная пешка · e7 чёрный конь · g7 чёрная пешка · h7 чёрная пешка · a6 чёрная пешка · c6 чёрная пешка · d6 чёрный слон · f6 чёрная пешка · e4 белая пешка · f4 белая пешка · b3 белый конь · c3 белый конь · a2 белая пешка · b2 белая пешка · c2 белая пешка · g2 белая пешка · h2 белая пешка · a1 белая ладья · c1 белый слон · f1 белая ладья · g1 белый король | a8 чёрная ладья · c8 чёрный слон · e8 чёрная ладья · g8 чёрный король · b7 чёрная пешка · c7 чёрная пешка · e7 чёрный конь · g7 чёрная пешка · h7 чёрная пешка · a6 чёрная пешка · c6 чёрная пешка · d6 чёрный слон · f6 чёрная пешка · e4 белая пешка · f4 белая пешка · b3 белый конь · c3 белый конь · a2 белая пешка · b2 белая пешка · c2 белая пешка · g2 белая пешка · h2 белая пешка · a1 белая ладья · c1 белый слон · f1 белая ладья · g1 белый король | a8 чёрная ладья · c8 чёрный слон · e8 чёрная ладья · g8 чёрный король · b7 чёрная пешка · c7 чёрная пешка · e7 чёрный конь · g7 чёрная пешка · h7 чёрная пешка · a6 чёрная пешка · c6 чёрная пешка · d6 чёрный слон · f6 чёрная пешка · e4 белая пешка · f4 белая пешка · b3 белый конь · c3 белый конь · a2 белая пешка · b2 белая пешка · c2 белая пешка · g2 белая пешка · h2 белая пешка · a1 белая ладья · c1 белый слон · f1 белая ладья · g1 белый король | a8 чёрная ладья · c8 чёрный слон · e8 чёрная ладья · g8 чёрный король · b7 чёрная пешка · c7 чёрная пешка · e7 чёрный конь · g7 чёрная пешка · h7 чёрная пешка · a6 чёрная пешка · c6 чёрная пешка · d6 чёрный слон · f6 чёрная пешка · e4 белая пешка · f4 белая пешка · b3 белый конь · c3 белый конь · a2 белая пешка · b2 белая пешка · c2 белая пешка · g2 белая пешка · h2 белая пешка · a1 белая ладья · c1 белый слон · f1 белая ладья · g1 белый король | a8 чёрная ладья · c8 чёрный слон · e8 чёрная ладья · g8 чёрный король · b7 чёрная пешка · c7 чёрная пешка · e7 чёрный конь · g7 чёрная пешка · h7 чёрная пешка · a6 чёрная пешка · c6 чёрная пешка · d6 чёрный слон · f6 чёрная пешка · e4 белая пешка · f4 белая пешка · b3 белый конь · c3 белый конь · a2 белая пешка · b2 белая пешка · c2 белая пешка · g2 белая пешка · h2 белая пешка · a1 белая ладья · c1 белый слон · f1 белая ладья · g1 белый король | a8 чёрная ладья · c8 чёрный слон · e8 чёрная ладья · g8 чёрный король · b7 чёрная пешка · c7 чёрная пешка · e7 чёрный конь · g7 чёрная пешка · h7 чёрная пешка · a6 чёрная пешка · c6 чёрная пешка · d6 чёрный слон · f6 чёрная пешка · e4 белая пешка · f4 белая пешка · b3 белый конь · c3 белый конь · a2 белая пешка · b2 белая пешка · c2 белая пешка · g2 белая пешка · h2 белая пешка · a1 белая ладья · c1 белый слон · f1 белая ладья · g1 белый король | a8 чёрная ладья · c8 чёрный слон · e8 чёрная ладья · g8 чёрный король · b7 чёрная пешка · c7 чёрная пешка · e7 чёрный конь · g7 чёрная пешка · h7 чёрная пешка · a6 чёрная пешка · c6 чёрная пешка · d6 чёрный слон · f6 чёрная пешка · e4 белая пешка · f4 белая пешка · b3 белый конь · c3 белый конь · a2 белая пешка · b2 белая пешка · c2 белая пешка · g2 белая пешка · h2 белая пешка · a1 белая ладья · c1 белый слон · f1 белая ладья · g1 белый король | 6 |
| 5 | a8 чёрная ладья · c8 чёрный слон · e8 чёрная ладья · g8 чёрный король · b7 чёрная пешка · c7 чёрная пешка · e7 чёрный конь · g7 чёрная пешка · h7 чёрная пешка · a6 чёрная пешка · c6 чёрная пешка · d6 чёрный слон · f6 чёрная пешка · e4 белая пешка · f4 белая пешка · b3 белый конь · c3 белый конь · a2 белая пешка · b2 белая пешка · c2 белая пешка · g2 белая пешка · h2 белая пешка · a1 белая ладья · c1 белый слон · f1 белая ладья · g1 белый король | a8 чёрная ладья · c8 чёрный слон · e8 чёрная ладья · g8 чёрный король · b7 чёрная пешка · c7 чёрная пешка · e7 чёрный конь · g7 чёрная пешка · h7 чёрная пешка · a6 чёрная пешка · c6 чёрная пешка · d6 чёрный слон · f6 чёрная пешка · e4 белая пешка · f4 белая пешка · b3 белый конь · c3 белый конь · a2 белая пешка · b2 белая пешка · c2 белая пешка · g2 белая пешка · h2 белая пешка · a1 белая ладья · c1 белый слон · f1 белая ладья · g1 белый король | a8 чёрная ладья · c8 чёрный слон · e8 чёрная ладья · g8 чёрный король · b7 чёрная пешка · c7 чёрная пешка · e7 чёрный конь · g7 чёрная пешка · h7 чёрная пешка · a6 чёрная пешка · c6 чёрная пешка · d6 чёрный слон · f6 чёрная пешка · e4 белая пешка · f4 белая пешка · b3 белый конь · c3 белый конь · a2 белая пешка · b2 белая пешка · c2 белая пешка · g2 белая пешка · h2 белая пешка · a1 белая ладья · c1 белый слон · f1 белая ладья · g1 белый король | a8 чёрная ладья · c8 чёрный слон · e8 чёрная ладья · g8 чёрный король · b7 чёрная пешка · c7 чёрная пешка · e7 чёрный конь · g7 чёрная пешка · h7 чёрная пешка · a6 чёрная пешка · c6 чёрная пешка · d6 чёрный слон · f6 чёрная пешка · e4 белая пешка · f4 белая пешка · b3 белый конь · c3 белый конь · a2 белая пешка · b2 белая пешка · c2 белая пешка · g2 белая пешка · h2 белая пешка · a1 белая ладья · c1 белый слон · f1 белая ладья · g1 белый король | a8 чёрная ладья · c8 чёрный слон · e8 чёрная ладья · g8 чёрный король · b7 чёрная пешка · c7 чёрная пешка · e7 чёрный конь · g7 чёрная пешка · h7 чёрная пешка · a6 чёрная пешка · c6 чёрная пешка · d6 чёрный слон · f6 чёрная пешка · e4 белая пешка · f4 белая пешка · b3 белый конь · c3 белый конь · a2 белая пешка · b2 белая пешка · c2 белая пешка · g2 белая пешка · h2 белая пешка · a1 белая ладья · c1 белый слон · f1 белая ладья · g1 белый король | a8 чёрная ладья · c8 чёрный слон · e8 чёрная ладья · g8 чёрный король · b7 чёрная пешка · c7 чёрная пешка · e7 чёрный конь · g7 чёрная пешка · h7 чёрная пешка · a6 чёрная пешка · c6 чёрная пешка · d6 чёрный слон · f6 чёрная пешка · e4 белая пешка · f4 белая пешка · b3 белый конь · c3 белый конь · a2 белая пешка · b2 белая пешка · c2 белая пешка · g2 белая пешка · h2 белая пешка · a1 белая ладья · c1 белый слон · f1 белая ладья · g1 белый король | a8 чёрная ладья · c8 чёрный слон · e8 чёрная ладья · g8 чёрный король · b7 чёрная пешка · c7 чёрная пешка · e7 чёрный конь · g7 чёрная пешка · h7 чёрная пешка · a6 чёрная пешка · c6 чёрная пешка · d6 чёрный слон · f6 чёрная пешка · e4 белая пешка · f4 белая пешка · b3 белый конь · c3 белый конь · a2 белая пешка · b2 белая пешка · c2 белая пешка · g2 белая пешка · h2 белая пешка · a1 белая ладья · c1 белый слон · f1 белая ладья · g1 белый король | a8 чёрная ладья · c8 чёрный слон · e8 чёрная ладья · g8 чёрный король · b7 чёрная пешка · c7 чёрная пешка · e7 чёрный конь · g7 чёрная пешка · h7 чёрная пешка · a6 чёрная пешка · c6 чёрная пешка · d6 чёрный слон · f6 чёрная пешка · e4 белая пешка · f4 белая пешка · b3 белый конь · c3 белый конь · a2 белая пешка · b2 белая пешка · c2 белая пешка · g2 белая пешка · h2 белая пешка · a1 белая ладья · c1 белый слон · f1 белая ладья · g1 белый король | 5 |
| 4 | a8 чёрная ладья · c8 чёрный слон · e8 чёрная ладья · g8 чёрный король · b7 чёрная пешка · c7 чёрная пешка · e7 чёрный конь · g7 чёрная пешка · h7 чёрная пешка · a6 чёрная пешка · c6 чёрная пешка · d6 чёрный слон · f6 чёрная пешка · e4 белая пешка · f4 белая пешка · b3 белый конь · c3 белый конь · a2 белая пешка · b2 белая пешка · c2 белая пешка · g2 белая пешка · h2 белая пешка · a1 белая ладья · c1 белый слон · f1 белая ладья · g1 белый король | a8 чёрная ладья · c8 чёрный слон · e8 чёрная ладья · g8 чёрный король · b7 чёрная пешка · c7 чёрная пешка · e7 чёрный конь · g7 чёрная пешка · h7 чёрная пешка · a6 чёрная пешка · c6 чёрная пешка · d6 чёрный слон · f6 чёрная пешка · e4 белая пешка · f4 белая пешка · b3 белый конь · c3 белый конь · a2 белая пешка · b2 белая пешка · c2 белая пешка · g2 белая пешка · h2 белая пешка · a1 белая ладья · c1 белый слон · f1 белая ладья · g1 белый король | a8 чёрная ладья · c8 чёрный слон · e8 чёрная ладья · g8 чёрный король · b7 чёрная пешка · c7 чёрная пешка · e7 чёрный конь · g7 чёрная пешка · h7 чёрная пешка · a6 чёрная пешка · c6 чёрная пешка · d6 чёрный слон · f6 чёрная пешка · e4 белая пешка · f4 белая пешка · b3 белый конь · c3 белый конь · a2 белая пешка · b2 белая пешка · c2 белая пешка · g2 белая пешка · h2 белая пешка · a1 белая ладья · c1 белый слон · f1 белая ладья · g1 белый король | a8 чёрная ладья · c8 чёрный слон · e8 чёрная ладья · g8 чёрный король · b7 чёрная пешка · c7 чёрная пешка · e7 чёрный конь · g7 чёрная пешка · h7 чёрная пешка · a6 чёрная пешка · c6 чёрная пешка · d6 чёрный слон · f6 чёрная пешка · e4 белая пешка · f4 белая пешка · b3 белый конь · c3 белый конь · a2 белая пешка · b2 белая пешка · c2 белая пешка · g2 белая пешка · h2 белая пешка · a1 белая ладья · c1 белый слон · f1 белая ладья · g1 белый король | a8 чёрная ладья · c8 чёрный слон · e8 чёрная ладья · g8 чёрный король · b7 чёрная пешка · c7 чёрная пешка · e7 чёрный конь · g7 чёрная пешка · h7 чёрная пешка · a6 чёрная пешка · c6 чёрная пешка · d6 чёрный слон · f6 чёрная пешка · e4 белая пешка · f4 белая пешка · b3 белый конь · c3 белый конь · a2 белая пешка · b2 белая пешка · c2 белая пешка · g2 белая пешка · h2 белая пешка · a1 белая ладья · c1 белый слон · f1 белая ладья · g1 белый король | a8 чёрная ладья · c8 чёрный слон · e8 чёрная ладья · g8 чёрный король · b7 чёрная пешка · c7 чёрная пешка · e7 чёрный конь · g7 чёрная пешка · h7 чёрная пешка · a6 чёрная пешка · c6 чёрная пешка · d6 чёрный слон · f6 чёрная пешка · e4 белая пешка · f4 белая пешка · b3 белый конь · c3 белый конь · a2 белая пешка · b2 белая пешка · c2 белая пешка · g2 белая пешка · h2 белая пешка · a1 белая ладья · c1 белый слон · f1 белая ладья · g1 белый король | a8 чёрная ладья · c8 чёрный слон · e8 чёрная ладья · g8 чёрный король · b7 чёрная пешка · c7 чёрная пешка · e7 чёрный конь · g7 чёрная пешка · h7 чёрная пешка · a6 чёрная пешка · c6 чёрная пешка · d6 чёрный слон · f6 чёрная пешка · e4 белая пешка · f4 белая пешка · b3 белый конь · c3 белый конь · a2 белая пешка · b2 белая пешка · c2 белая пешка · g2 белая пешка · h2 белая пешка · a1 белая ладья · c1 белый слон · f1 белая ладья · g1 белый король | a8 чёрная ладья · c8 чёрный слон · e8 чёрная ладья · g8 чёрный король · b7 чёрная пешка · c7 чёрная пешка · e7 чёрный конь · g7 чёрная пешка · h7 чёрная пешка · a6 чёрная пешка · c6 чёрная пешка · d6 чёрный слон · f6 чёрная пешка · e4 белая пешка · f4 белая пешка · b3 белый конь · c3 белый конь · a2 белая пешка · b2 белая пешка · c2 белая пешка · g2 белая пешка · h2 белая пешка · a1 белая ладья · c1 белый слон · f1 белая ладья · g1 белый король | 4 |
| 3 | a8 чёрная ладья · c8 чёрный слон · e8 чёрная ладья · g8 чёрный король · b7 чёрная пешка · c7 чёрная пешка · e7 чёрный конь · g7 чёрная пешка · h7 чёрная пешка · a6 чёрная пешка · c6 чёрная пешка · d6 чёрный слон · f6 чёрная пешка · e4 белая пешка · f4 белая пешка · b3 белый конь · c3 белый конь · a2 белая пешка · b2 белая пешка · c2 белая пешка · g2 белая пешка · h2 белая пешка · a1 белая ладья · c1 белый слон · f1 белая ладья · g1 белый король | a8 чёрная ладья · c8 чёрный слон · e8 чёрная ладья · g8 чёрный король · b7 чёрная пешка · c7 чёрная пешка · e7 чёрный конь · g7 чёрная пешка · h7 чёрная пешка · a6 чёрная пешка · c6 чёрная пешка · d6 чёрный слон · f6 чёрная пешка · e4 белая пешка · f4 белая пешка · b3 белый конь · c3 белый конь · a2 белая пешка · b2 белая пешка · c2 белая пешка · g2 белая пешка · h2 белая пешка · a1 белая ладья · c1 белый слон · f1 белая ладья · g1 белый король | a8 чёрная ладья · c8 чёрный слон · e8 чёрная ладья · g8 чёрный король · b7 чёрная пешка · c7 чёрная пешка · e7 чёрный конь · g7 чёрная пешка · h7 чёрная пешка · a6 чёрная пешка · c6 чёрная пешка · d6 чёрный слон · f6 чёрная пешка · e4 белая пешка · f4 белая пешка · b3 белый конь · c3 белый конь · a2 белая пешка · b2 белая пешка · c2 белая пешка · g2 белая пешка · h2 белая пешка · a1 белая ладья · c1 белый слон · f1 белая ладья · g1 белый король | a8 чёрная ладья · c8 чёрный слон · e8 чёрная ладья · g8 чёрный король · b7 чёрная пешка · c7 чёрная пешка · e7 чёрный конь · g7 чёрная пешка · h7 чёрная пешка · a6 чёрная пешка · c6 чёрная пешка · d6 чёрный слон · f6 чёрная пешка · e4 белая пешка · f4 белая пешка · b3 белый конь · c3 белый конь · a2 белая пешка · b2 белая пешка · c2 белая пешка · g2 белая пешка · h2 белая пешка · a1 белая ладья · c1 белый слон · f1 белая ладья · g1 белый король | a8 чёрная ладья · c8 чёрный слон · e8 чёрная ладья · g8 чёрный король · b7 чёрная пешка · c7 чёрная пешка · e7 чёрный конь · g7 чёрная пешка · h7 чёрная пешка · a6 чёрная пешка · c6 чёрная пешка · d6 чёрный слон · f6 чёрная пешка · e4 белая пешка · f4 белая пешка · b3 белый конь · c3 белый конь · a2 белая пешка · b2 белая пешка · c2 белая пешка · g2 белая пешка · h2 белая пешка · a1 белая ладья · c1 белый слон · f1 белая ладья · g1 белый король | a8 чёрная ладья · c8 чёрный слон · e8 чёрная ладья · g8 чёрный король · b7 чёрная пешка · c7 чёрная пешка · e7 чёрный конь · g7 чёрная пешка · h7 чёрная пешка · a6 чёрная пешка · c6 чёрная пешка · d6 чёрный слон · f6 чёрная пешка · e4 белая пешка · f4 белая пешка · b3 белый конь · c3 белый конь · a2 белая пешка · b2 белая пешка · c2 белая пешка · g2 белая пешка · h2 белая пешка · a1 белая ладья · c1 белый слон · f1 белая ладья · g1 белый король | a8 чёрная ладья · c8 чёрный слон · e8 чёрная ладья · g8 чёрный король · b7 чёрная пешка · c7 чёрная пешка · e7 чёрный конь · g7 чёрная пешка · h7 чёрная пешка · a6 чёрная пешка · c6 чёрная пешка · d6 чёрный слон · f6 чёрная пешка · e4 белая пешка · f4 белая пешка · b3 белый конь · c3 белый конь · a2 белая пешка · b2 белая пешка · c2 белая пешка · g2 белая пешка · h2 белая пешка · a1 белая ладья · c1 белый слон · f1 белая ладья · g1 белый король | a8 чёрная ладья · c8 чёрный слон · e8 чёрная ладья · g8 чёрный король · b7 чёрная пешка · c7 чёрная пешка · e7 чёрный конь · g7 чёрная пешка · h7 чёрная пешка · a6 чёрная пешка · c6 чёрная пешка · d6 чёрный слон · f6 чёрная пешка · e4 белая пешка · f4 белая пешка · b3 белый конь · c3 белый конь · a2 белая пешка · b2 белая пешка · c2 белая пешка · g2 белая пешка · h2 белая пешка · a1 белая ладья · c1 белый слон · f1 белая ладья · g1 белый король | 3 |
| 2 | a8 чёрная ладья · c8 чёрный слон · e8 чёрная ладья · g8 чёрный король · b7 чёрная пешка · c7 чёрная пешка · e7 чёрный конь · g7 чёрная пешка · h7 чёрная пешка · a6 чёрная пешка · c6 чёрная пешка · d6 чёрный слон · f6 чёрная пешка · e4 белая пешка · f4 белая пешка · b3 белый конь · c3 белый конь · a2 белая пешка · b2 белая пешка · c2 белая пешка · g2 белая пешка · h2 белая пешка · a1 белая ладья · c1 белый слон · f1 белая ладья · g1 белый король | a8 чёрная ладья · c8 чёрный слон · e8 чёрная ладья · g8 чёрный король · b7 чёрная пешка · c7 чёрная пешка · e7 чёрный конь · g7 чёрная пешка · h7 чёрная пешка · a6 чёрная пешка · c6 чёрная пешка · d6 чёрный слон · f6 чёрная пешка · e4 белая пешка · f4 белая пешка · b3 белый конь · c3 белый конь · a2 белая пешка · b2 белая пешка · c2 белая пешка · g2 белая пешка · h2 белая пешка · a1 белая ладья · c1 белый слон · f1 белая ладья · g1 белый король | a8 чёрная ладья · c8 чёрный слон · e8 чёрная ладья · g8 чёрный король · b7 чёрная пешка · c7 чёрная пешка · e7 чёрный конь · g7 чёрная пешка · h7 чёрная пешка · a6 чёрная пешка · c6 чёрная пешка · d6 чёрный слон · f6 чёрная пешка · e4 белая пешка · f4 белая пешка · b3 белый конь · c3 белый конь · a2 белая пешка · b2 белая пешка · c2 белая пешка · g2 белая пешка · h2 белая пешка · a1 белая ладья · c1 белый слон · f1 белая ладья · g1 белый король | a8 чёрная ладья · c8 чёрный слон · e8 чёрная ладья · g8 чёрный король · b7 чёрная пешка · c7 чёрная пешка · e7 чёрный конь · g7 чёрная пешка · h7 чёрная пешка · a6 чёрная пешка · c6 чёрная пешка · d6 чёрный слон · f6 чёрная пешка · e4 белая пешка · f4 белая пешка · b3 белый конь · c3 белый конь · a2 белая пешка · b2 белая пешка · c2 белая пешка · g2 белая пешка · h2 белая пешка · a1 белая ладья · c1 белый слон · f1 белая ладья · g1 белый король | a8 чёрная ладья · c8 чёрный слон · e8 чёрная ладья · g8 чёрный король · b7 чёрная пешка · c7 чёрная пешка · e7 чёрный конь · g7 чёрная пешка · h7 чёрная пешка · a6 чёрная пешка · c6 чёрная пешка · d6 чёрный слон · f6 чёрная пешка · e4 белая пешка · f4 белая пешка · b3 белый конь · c3 белый конь · a2 белая пешка · b2 белая пешка · c2 белая пешка · g2 белая пешка · h2 белая пешка · a1 белая ладья · c1 белый слон · f1 белая ладья · g1 белый король | a8 чёрная ладья · c8 чёрный слон · e8 чёрная ладья · g8 чёрный король · b7 чёрная пешка · c7 чёрная пешка · e7 чёрный конь · g7 чёрная пешка · h7 чёрная пешка · a6 чёрная пешка · c6 чёрная пешка · d6 чёрный слон · f6 чёрная пешка · e4 белая пешка · f4 белая пешка · b3 белый конь · c3 белый конь · a2 белая пешка · b2 белая пешка · c2 белая пешка · g2 белая пешка · h2 белая пешка · a1 белая ладья · c1 белый слон · f1 белая ладья · g1 белый король | a8 чёрная ладья · c8 чёрный слон · e8 чёрная ладья · g8 чёрный король · b7 чёрная пешка · c7 чёрная пешка · e7 чёрный конь · g7 чёрная пешка · h7 чёрная пешка · a6 чёрная пешка · c6 чёрная пешка · d6 чёрный слон · f6 чёрная пешка · e4 белая пешка · f4 белая пешка · b3 белый конь · c3 белый конь · a2 белая пешка · b2 белая пешка · c2 белая пешка · g2 белая пешка · h2 белая пешка · a1 белая ладья · c1 белый слон · f1 белая ладья · g1 белый король | a8 чёрная ладья · c8 чёрный слон · e8 чёрная ладья · g8 чёрный король · b7 чёрная пешка · c7 чёрная пешка · e7 чёрный конь · g7 чёрная пешка · h7 чёрная пешка · a6 чёрная пешка · c6 чёрная пешка · d6 чёрный слон · f6 чёрная пешка · e4 белая пешка · f4 белая пешка · b3 белый конь · c3 белый конь · a2 белая пешка · b2 белая пешка · c2 белая пешка · g2 белая пешка · h2 белая пешка · a1 белая ладья · c1 белый слон · f1 белая ладья · g1 белый король | 2 |
| 1 | a8 чёрная ладья · c8 чёрный слон · e8 чёрная ладья · g8 чёрный король · b7 чёрная пешка · c7 чёрная пешка · e7 чёрный конь · g7 чёрная пешка · h7 чёрная пешка · a6 чёрная пешка · c6 чёрная пешка · d6 чёрный слон · f6 чёрная пешка · e4 белая пешка · f4 белая пешка · b3 белый конь · c3 белый конь · a2 белая пешка · b2 белая пешка · c2 белая пешка · g2 белая пешка · h2 белая пешка · a1 белая ладья · c1 белый слон · f1 белая ладья · g1 белый король | a8 чёрная ладья · c8 чёрный слон · e8 чёрная ладья · g8 чёрный король · b7 чёрная пешка · c7 чёрная пешка · e7 чёрный конь · g7 чёрная пешка · h7 чёрная пешка · a6 чёрная пешка · c6 чёрная пешка · d6 чёрный слон · f6 чёрная пешка · e4 белая пешка · f4 белая пешка · b3 белый конь · c3 белый конь · a2 белая пешка · b2 белая пешка · c2 белая пешка · g2 белая пешка · h2 белая пешка · a1 белая ладья · c1 белый слон · f1 белая ладья · g1 белый король | a8 чёрная ладья · c8 чёрный слон · e8 чёрная ладья · g8 чёрный король · b7 чёрная пешка · c7 чёрная пешка · e7 чёрный конь · g7 чёрная пешка · h7 чёрная пешка · a6 чёрная пешка · c6 чёрная пешка · d6 чёрный слон · f6 чёрная пешка · e4 белая пешка · f4 белая пешка · b3 белый конь · c3 белый конь · a2 белая пешка · b2 белая пешка · c2 белая пешка · g2 белая пешка · h2 белая пешка · a1 белая ладья · c1 белый слон · f1 белая ладья · g1 белый король | a8 чёрная ладья · c8 чёрный слон · e8 чёрная ладья · g8 чёрный король · b7 чёрная пешка · c7 чёрная пешка · e7 чёрный конь · g7 чёрная пешка · h7 чёрная пешка · a6 чёрная пешка · c6 чёрная пешка · d6 чёрный слон · f6 чёрная пешка · e4 белая пешка · f4 белая пешка · b3 белый конь · c3 белый конь · a2 белая пешка · b2 белая пешка · c2 белая пешка · g2 белая пешка · h2 белая пешка · a1 белая ладья · c1 белый слон · f1 белая ладья · g1 белый король | a8 чёрная ладья · c8 чёрный слон · e8 чёрная ладья · g8 чёрный король · b7 чёрная пешка · c7 чёрная пешка · e7 чёрный конь · g7 чёрная пешка · h7 чёрная пешка · a6 чёрная пешка · c6 чёрная пешка · d6 чёрный слон · f6 чёрная пешка · e4 белая пешка · f4 белая пешка · b3 белый конь · c3 белый конь · a2 белая пешка · b2 белая пешка · c2 белая пешка · g2 белая пешка · h2 белая пешка · a1 белая ладья · c1 белый слон · f1 белая ладья · g1 белый король | a8 чёрная ладья · c8 чёрный слон · e8 чёрная ладья · g8 чёрный король · b7 чёрная пешка · c7 чёрная пешка · e7 чёрный конь · g7 чёрная пешка · h7 чёрная пешка · a6 чёрная пешка · c6 чёрная пешка · d6 чёрный слон · f6 чёрная пешка · e4 белая пешка · f4 белая пешка · b3 белый конь · c3 белый конь · a2 белая пешка · b2 белая пешка · c2 белая пешка · g2 белая пешка · h2 белая пешка · a1 белая ладья · c1 белый слон · f1 белая ладья · g1 белый король | a8 чёрная ладья · c8 чёрный слон · e8 чёрная ладья · g8 чёрный король · b7 чёрная пешка · c7 чёрная пешка · e7 чёрный конь · g7 чёрная пешка · h7 чёрная пешка · a6 чёрная пешка · c6 чёрная пешка · d6 чёрный слон · f6 чёрная пешка · e4 белая пешка · f4 белая пешка · b3 белый конь · c3 белый конь · a2 белая пешка · b2 белая пешка · c2 белая пешка · g2 белая пешка · h2 белая пешка · a1 белая ладья · c1 белый слон · f1 белая ладья · g1 белый король | a8 чёрная ладья · c8 чёрный слон · e8 чёрная ладья · g8 чёрный король · b7 чёрная пешка · c7 чёрная пешка · e7 чёрный конь · g7 чёрная пешка · h7 чёрная пешка · a6 чёрная пешка · c6 чёрная пешка · d6 чёрный слон · f6 чёрная пешка · e4 белая пешка · f4 белая пешка · b3 белый конь · c3 белый конь · a2 белая пешка · b2 белая пешка · c2 белая пешка · g2 белая пешка · h2 белая пешка · a1 белая ладья · c1 белый слон · f1 белая ладья · g1 белый король | 1 |
|   | a | b | c | d | e | f | g | h |   |

В этой позиции Ласкер сделал ход 12.f5. В. Крамник приводит эту партию как пример позиционного чутья Ласкера: белые создают себе отсталую пешку e4 и ослабляют поле e5, но эти слабости сложно использовать, а взамен они выключают белопольного слона чёрных
Большинство исследователей, изучавших творчество Ласкера, отмечали, что Ласкер первым из всемирно известных шахматистов стал придавать значение психологическим факторам. По словам Ботвинника, он «всегда оценивал позицию с практической точки зрения и старался создать на доске такую ситуацию, в которой партнёр чувствовал бы себя неуверенно». Даже ценой ослаблений своей позиции или потери материала, «устремляя партию прямо к пропасти» (Р. Рети), Ласкер создавал положение, неудобное данному конкретному противнику в силу его личных психологических особенностей и присущего ему стиля игры. Таким образом он лишал соперников возможности подходить к её оценке стандартно, тем самым заставляя их ошибаться. Биограф Ласкера Б. Вайнштейн объясняет это этической философией Ласкера, согласно которой для изменения ситуации на доске необходимы решительные инициативные действия, часто выражающиеся в ослаблении собственной позиции. В то же время часть современных шахматистов оспаривает выводы об особом психологическом подходе. Владимир Крамник считал, что сила Ласкера была в глубоком понимании позиции, способности допустить ослабление в одном месте, чтобы за счёт этого получить преимущество в другом.
Ласкер был очень разносторонним, практически универсальным игроком, одинаково искусно разыгрывавшим миттельшпиль и эндшпиль, сильным и в позиционной, и в комбинационной игре. По словам Капабланки он «никогда не придерживался типа игры, который можно было бы классифицировать как определённый стиль». Вайнштейн выделял три принципа, на которых Ласкер, развивавший учение Стейница, строил позиционную игру: действия по плану, образование слабостей в лагере противника, избегание слабостей, особенно долговременных, в собственной позиции. Ласкер также разработал учение о комбинации. По мнению Ласкера комбинация всегда вытекает из логики предшествующей игры, а не возникает на доске случайно. Таким образом для того, чтобы появились предпосылки для проведения комбинации (мотив комбинации), одна из сторон должна получить преимущество. И напротив, удачная комбинация является свидетельством того, что одна из сторон добилась такого преимущества. Ласкер неоднократно с успехом жертвовал ферзя, забирая взамен ладью, слона и пешку соперника, вследствие чего подобная позиционная жертва получила название «ласкеровская компенсация». Меньше внимания, чем другим аспектам шахмат, Ласкер уделял дебюту, он предпочитал простые надёжные позиции. Тем не менее его именем названо одно из продолжений в ферзевом гамбите (см. защита Ласкера), а защита за чёрных в гамбите Эванса на десятилетия вывела этот дебют из употребления.
Ласкер написал несколько учебников шахмат, самым известный из которых — «Учебник шахматной игры» (нем. Lehrbuch des Schachspiels, 1925), выдержавший множество изданий (в том числе на русском языке). М. Шибут оценил его как «самую философскую шахматную книгу из когда-либо написанных». В период жизни в СССР Ласкер опубликовал повесть «Как Виктор стал шахматным мастером».
Ласкер известен последовательной борьбой за достойную оплату выступлений шахматистов. В то время как большинство его современников не воспринимало шахматы как полноценную профессию, способную обеспечить безбедное существование, Ласкер считал, что шахматист должен иметь возможность не совмещать шахматы с каким-то другим занятием. Он регулярно ставил условием своего участия в турнире или матче повышенные гонорары, а также выступал за защиту авторских прав шахматистов на партии. Идея об исключительных правах шахматиста на партию была известна с середины XIX века, однако Ласкер был одним из наиболее активных её сторонников. Он неоднократно настаивал на включении условия о праве на публикацию партии в соглашения о матче, в том числе на объявлении себя единственным правообладателем. Ласкер объяснял свои требования тем, что был потрясён бедностью, в которой умерли Стейниц, Цукерторт, Макензи и некоторые другие шахматисты.

## Математические труды
Шахматы не были единственным увлечением Ласкера. Родители, отметив его интеллектуальные способности, в особенности к математике, послали подростка Эмануила учиться в Берлин (где он также открыл в себе талант к шахматам). Ласкер окончил школу в прусском городе Ландсберг-ан-дер-Варте и затем продолжил изучение математики и философии в университетах Берлина, Гёттингена и Гейдельберга.
В 1895 году Ласкер опубликовал две статьи по математике в Nature. По совету Давида Гильберта он записался в аспирантуру в Эрлангенском университете (1900—1902). В 1901 году он представил в Эрлангене свою диссертацию Über Reihen auf der Convergenzgrenze («О рядах на границе сходимости»), написанную под руководством Макса Нётера, и в том же году она была опубликована Королевским обществом. Ласкер получил степень доктора философии по математике в 1902 году. Его самая известная математическая работа, которую он опубликовал в 1905 году, доказывала для колец многочленов аналог разложения на простые множители: существование примарного разложения, то есть разложение произвольного идеала в пересечение конечного числа примарных. Эта теорема была в дальнейшем обобщена Эмми Нётер (дочерью Макса Нётера) на случай произвольных коммутативных нётеровых колец и получила название теоремы Ласкера — Нётер.
Ласкер в основном занимался наукой самостоятельно и не имел академических должностей. В 1893 году он недолго читал курс о дифференциальных уравнениях в Тулейнском университете в Новом Орлеане, а в 1901 году год читал лекции в Манчестерском университете Виктории (один из предшественников современного Манчестерского университета).
В 1906 году Ласкер выпустил брошюру «Борьба» (Kampf), в которой предложил своё видение теории игр, распространив её на различные сферы человеческой деятельности, в частности экономику. Предположительно эта работа повлияла на ряд математиков, работавших в области теории игр, включая Цермело и фон Неймана. Среди идей, высказанных Ласкером в «Борьбе», было деление игр на «равновесные» и «игры с перевесом», то есть игры, в которых право первого хода даёт преимущество. Ласкер, вслед за Стейницем, отрицал преимущество белых и относил шахматы к равновесным играм.

## Другие интеллектуальные игры
Ласкер много интересовался бриджем и го и достиг больших успехов в обеих играх. В 1930-х годах он входил в сборную Германии по бриджу. В начале XX века Ласкер был одним из первых популяризаторов го в Европе. Известна история о том, как он вместе с Эдуардом Ласкером и старшим братом Бертольдом встречались в одном из клубов Берлина с японским любителем, предложившим им фору в 9 камней (очень большая фора для го, аналогичная форе в ферзя в шахматах). Несмотря на такое большое преимущество и возможность консультироваться, трио проигралось в пух и прах (кстати, двух однофамильцев Ласкеров, игравших и в шахматы, и в го, нередко путают). Говорят, что именно после этой партии Эм. Ласкер оценил игру го как стратегически очень глубокую и интересную.
Ласкер также изобрёл игру, соединявшую черты шашек и военной стратегии. Игра получила название «ласка», её правила были опубликованы в 1911 году.

## Результаты

### Турниры
| Год     | Город                              | Место | Результат                          | Результат  | Примечания |
| ------- | ---------------------------------- | ----- | ---------------------------------- | ---------- | --- |
| 1888/89 | Берлин (кафе Кайзерхов)            | 1     | 20/20                              | +20 −0 = 0 | |
| 1889    | Бреслау, побочный турнир           | 1—2   | 12/15                              | +11 −2 = 2 | Турнир проходил в рамках 6 конгресса Германского шахматного союза. |
| 1889    | Амстердам                          | 2     | 6/8                                | +5 −1 = 2  | 1-е место Берн (7), 3-е Мэзон (5½). |
| 1890    | Берлин                             | 1—2   | 6½/8                               | +6 −1 = 1  | Поделил с Б. Ласкером. |
| 1890    | Грац                               | 3     | 4/6                                | +3 −1 = 2  | 1-е место Маковец (5), 2-е Бауэр (4½). |
| 1892    | Лондон                             | 1     | 9/11                               | +8 −1 = 2  | |
| 1892    | Лондон                             | 1     | 6½/8                               | +5 −0 = 3  | 2-е место Блэкберн (6), турнир проходил в два круга. |
| 1893    | Нью-Йорк                           | 1     | 13/13                              | +13 −0 = 0 | 2-е место Альбин (8½). |
| 1895    | Гастингс                           | 3     | 15½/21                             | +14 −4 = 3 | 1-е место Пильсбери (16½), 2-е Чигорин (16), 4-е Тарраш (14). |
| 1895/96 | Санкт-Петербург                    | 1     | 11½/18                             | +8 −3 = 7  | 2-е место Стейниц (9½), 3-е Пильсбери (8), 4-е Чигорин (7). Турнир проходил в 6 кругов. |
| 1896    | Нюрнберг                           | 1     | 13½/18                             | +12 −3 = 3 | 2-е Мароци (12½), 3—4 Пильсбери и Тарраш (12). |
| 1899    | Лондон                             | 1     | 23½/28                             | +20 −1 = 7 | 2—4 Мароци, Пильсбери и Яновский (19). Турнир проходил в два круга. |
| 1900    | Париж                              | 1     | 14½/16                             | +14 −1 = 1 | 2-е место Пильсбери (12½), 3—4 Мароци и Маршалл (12). |
| 1904    | Кембридж-Спрингс                   | 2—3   | 11/15                              | +9 −2 = 4  | 1-е место Маршалл (13), 2—3 Ласкер и Яновский. |
| 1906    | Трентон-Фоллс                      | 1     | 5/6                                | +4 −0 = 2  | турнир проходил в два круга. |
| 1909    | Санкт-Петербург, мемориал Чигорина | 1—2   | 14½/18                             | +13 −2 = 3 | Поделил с Рубинштейном, 3—4 Дурас и Шпильман (11). |
| 1914    | Санкт-Петербург                    | 1     | 13½/18 в том числе 7 из 8 в финале | +10 −1 = 7 | 2-е место Капабланка (13), 3-е Алехин (10), 4-е Тарраш (8½), 5-е Маршалл (8). Турнир состоял из предварительного кругового турнира для 11 игроков и финального турнира в два круга для пяти лучших шахматистов, результаты предварительного турнира и финала суммировались. |
| 1918    | Берлин                             | 1     | 4½/6                               | +3 −0 = 3  | Турнир проходил в два круга. |
| 1923    | Острава                            | 1     | 10½/13                             | +8 −0 = 5  | 2-е Рети (9½), 3-е Грюнфельд (8½). |
| 1924    | Нью-Йорк                           | 1     | 16/20                              | +13 −1 = 6 | 2-е место Капабланка (14½), 3-е Алехин (12), 4-е Маршалл (11). Турнир проходил в два круга. |
| 1925    | Москва                             | 2     | 14/20                              | +10 −2 = 8 | 1-е место Боголюбов (15½), 3-е Капабланка (13½), 4-е Маршалл (12½). |
| 1934    | Цюрих                              | 5     | 10/15                              | +9 −4 = 2  | 1-е место Алехин (13), 2—3 Эйве и Флор (12). |
| 1935    | Москва                             | 3     | 12½/19                             | +6 −0 = 13 | 1—2 Ботвинник и Флор, 4-е Капабланка (12). |
| 1936    | Москва                             | 6     | 8/18                               | +3 −5 = 10 | 1-е место Капабланка (13), 2-е Ботвинник (12), 3-е Флор (9½). |
| 1936    | Ноттингем                          | 7—8   | 8½/14                              | +6 −3 = 5  | 1—2 Капабланка и Ботвинник (10), 3—5 Эйве, Решевский и Файн (9½). |

### Матчи
| Год     | Город                           | Противник                | +  | − | =  | Результат | Примечания                                                                                 |
| ------- | ------------------------------- | ------------------------ | -- | - | -- | --------- | ------------------------------------------------------------------------------------------ |
| 1889/90 | Берлин                          | Барделебен, Курт фон     | 2  | 1 | 1  | 2½: 1½    |                                                                                            |
| 1889/90 | Лейпциг                         | Мизес, Жак               | 5  | 0 | 3  | 6½: 1½    |                                                                                            |
| 1890    | Ливерпуль                       | Бёрд, Генри              | 7  | 2 | 3  | 8½: 3½    |                                                                                            |
| 1890    | Манчестер                       | Миньяти, Н. Т.           | 3  | 0 | 2  | 4: 1      |                                                                                            |
| 1891    | Вена                            | Энглиш, Бертольд         | 2  | 0 | 3  | 3½: 1½    |                                                                                            |
| 1891    | Лондон                          | Ли, Фрэнсис Джозеф       | 1  | 0 | 1  | 1½: ½     |                                                                                            |
| 1892    | Лондон                          | Блэкберн, Джозеф Генри   | 6  | 0 | 4  | 8: 2      |                                                                                            |
| 1892    | Ньюкасл-апон-Тайн               | Бёрд, Генри              | 5  | 0 | 0  | 5: 0      |                                                                                            |
| 1892/93 | Логанспорт и Кокомо             | Шовальтер, Джексон Уиппс | 6  | 2 | 2  | 7: 3      |                                                                                            |
| 1893    | Гавана                          | Гольмайо, Сельсо         | 2  | 0 | 1  | 2½: ½     |                                                                                            |
| 1893    | Гавана                          | Васкес, Андрес Клементе  | 3  | 0 | 0  | 3: 0      |                                                                                            |
| 1893    | Гавана                          | Понсе, А.                | 2  | 0 | 0  | 2: 0      |                                                                                            |
| 1893    | Нью-Йорк                        | Эттлингер, Альфред       | 5  | 0 | 0  | 5: 0      |                                                                                            |
| 1894    | Нью-Йорк, Филадельфия, Монреаль | Стейниц, Вильгельм       | 10 | 5 | 4  | 12: 7     | Матч на первенство мира, игрался до десяти побед.                                          |
| 1896/97 | Москва                          | Стейниц, Вильгельм       | 10 | 2 | 5  | 12½: 4½   | Матч на первенство мира, игрался до десяти побед.                                          |
| 1901    | Манчестер                       | Яновский, Давид          | 1  | 0 | 1  | 1½: 0½    |                                                                                            |
| 1903    | Брайтон                         | Чигорин, Михаил          | 1  | 2 | 3  | 2½: 3½    | Тематический матч, все партии игрались гамбитом Райса.                                     |
| 1907    | Различные города США            | Маршалл, Фрэнк Джеймс    | 8  | 0 | 7  | 11½: 3½   | Матч на первенство мира, игрался до восьми побед.                                          |
| 1908    | Мюнхен, Дюссельдорф             | Тарраш, Зигберт          | 8  | 3 | 5  | 10½: 5½   | Матч на первенство мира                                                                    |
| 1908    | Амстердам                       | Спейер, Абрахам          | 2  | 0 | 1  | 2½: ½     |                                                                                            |
| 1909    | Париж                           | Яновский, Давид          | 2  | 2 | 0  | 2: 2      |                                                                                            |
| 1909    | Париж                           | Яновский, Давид          | 7  | 1 | 2  | 8: 2      |                                                                                            |
| 1910    | Вена, Берлин                    | Шлехтер, Карл            | 1  | 1 | 8  | 5: 5      | Матч на первенство мира.                                                                   |
| 1910    | Берлин                          | Яновский, Давид          | 8  | 0 | 3  | 9½: 1½    | Матч на первенство мира                                                                    |
| 1916    | Берлин                          | Тарраш, Зигберт          | 5  | 0 | 1  | 5½: ½     |                                                                                            |
| 1921    | Гавана                          | Капабланка, Хосе Рауль   | 0  | 4 | 10 | 5: 9      | Матч на первенство мира, игрался на большинство из 24 партий, но Ласкер сдал его досрочно. |

### Результаты личных встреч с сильнейшими шахматистами 1889—1936
| Противник              | Период встреч | +  | − | =  |
| ---------------------- | ------------- | -- | - | -- |
| Алехин, Александр      | 1912—1936     | 3  | 1 | 4  |
| Барделебен, Курт фон   | 1889—1895     | 3  | 2 | 1  |
| Берн, Амос             | 1889—1909     | 3  | 0 | 1  |
| Бернштейн, Осип        | 1909—1940     | 3  | 2 | 1  |
| Бёрд, Генри            | 1890—1899     | 17 | 3 | 3  |
| Блэкберн, Джозеф       | 1892—1914     | 11 | 2 | 4  |
| Боголюбов, Ефим        | 1923—1936     | 5  | 1 | 2  |
| Ботвинник, Михаил      | 1935—1936     | 0  | 1 | 3  |
| Гунсберг, Исидор       | 1889—1914     | 4  | 0 | 1  |
| Делмар, Юджин          | 1892—1904     | 6  | 0 | 1  |
| Ейтс, Фредерик         | 1924—1925     | 2  | 0 | 1  |
| Эттлингер, Альфред     | 1892—1893     | 6  | 0 | 0  |
| Капабланка, Хосе Рауль | 1914—1936     | 2  | 6 | 16 |
| Левенфиш, Григорий     | 1924—1936     | 1  | 1 | 3  |
| Марко, Георг           | 1890—1904     | 4  | 0 | 2  |
| Мароци, Геза           | 1896—1924     | 4  | 0 | 2  |
| Маршалл, Фрэнк         | 1900—1940     | 12 | 2 | 11 |
| Мизес, Жак             | 1889—1909     | 9  | 0 | 4  |
| Miniatti               | 1890—1890     | 4  | 0 | 1  |

| Противник           | Период встреч | +  | − | =  |
| ------------------- | ------------- | -- | - | -- |
| Мэзон, Джеймс       | 1889—1900     | 3  | 0 | 5  |
| Пильсбери, Гарри    | 1893—1904     | 5  | 5 | 4  |
| Рети, Рихард        | 1923—1925     | 3  | 0 | 1  |
| Романовский, Пётр   | 1924—1935     | 2  | 0 | 2  |
| Рубинштейн, Акиба   | 1909—1925     | 2  | 1 | 4  |
| Спейер, Абрахам     | 1908—1909     | 3  | 0 | 1  |
| Стейниц, Вильгельм  | 1894—1899     | 26 | 8 | 12 |
| Тарраш, Зигберт     | 1895—1923     | 18 | 4 | 8  |
| Тартаковер, Савелий | 1909—1936     | 3  | 1 | 3  |
| Флор, Саломон       | 1934—1936     | 0  | 2 | 3  |
| Хэнем, Джеймс       | 1892—1901     | 4  | 0 | 0  |
| Ходжес, Альберт     | 1892—1904     | 4  | 1 | 0  |
| Тейхман, Рихард     | 1895—1909     | 4  | 0 | 0  |
| Чигорин, Михаил     | 1895—1904     | 10 | 3 | 7  |
| Шлехтер, Карл       | 1895—1918     | 5  | 2 | 12 |
| Шовальтер, Джексон  | 1892—1904     | 13 | 2 | 3  |
| Шпильман, Рудольф   | 1900—1935     | 1  | 0 | 4  |
| Эйве, Макс          | 1923—1936     | 3  | 0 | 0  |
| Яновский, Давид     | 1895—1924     | 26 | 4 | 7  |

## Этюды
|   | a | b | c | d | e | f | g | h |   |
| - | --- | --- | --- | --- | --- | --- | --- | --- | - |
| 8 | a8 белый король · c7 белая пешка · h7 белая ладья · a5 чёрный король · c2 чёрная ладья · h2 чёрная пешка | a8 белый король · c7 белая пешка · h7 белая ладья · a5 чёрный король · c2 чёрная ладья · h2 чёрная пешка | a8 белый король · c7 белая пешка · h7 белая ладья · a5 чёрный король · c2 чёрная ладья · h2 чёрная пешка | a8 белый король · c7 белая пешка · h7 белая ладья · a5 чёрный король · c2 чёрная ладья · h2 чёрная пешка | a8 белый король · c7 белая пешка · h7 белая ладья · a5 чёрный король · c2 чёрная ладья · h2 чёрная пешка | a8 белый король · c7 белая пешка · h7 белая ладья · a5 чёрный король · c2 чёрная ладья · h2 чёрная пешка | a8 белый король · c7 белая пешка · h7 белая ладья · a5 чёрный король · c2 чёрная ладья · h2 чёрная пешка | a8 белый король · c7 белая пешка · h7 белая ладья · a5 чёрный король · c2 чёрная ладья · h2 чёрная пешка | 8 |
| 7 | a8 белый король · c7 белая пешка · h7 белая ладья · a5 чёрный король · c2 чёрная ладья · h2 чёрная пешка | a8 белый король · c7 белая пешка · h7 белая ладья · a5 чёрный король · c2 чёрная ладья · h2 чёрная пешка | a8 белый король · c7 белая пешка · h7 белая ладья · a5 чёрный король · c2 чёрная ладья · h2 чёрная пешка | a8 белый король · c7 белая пешка · h7 белая ладья · a5 чёрный король · c2 чёрная ладья · h2 чёрная пешка | a8 белый король · c7 белая пешка · h7 белая ладья · a5 чёрный король · c2 чёрная ладья · h2 чёрная пешка | a8 белый король · c7 белая пешка · h7 белая ладья · a5 чёрный король · c2 чёрная ладья · h2 чёрная пешка | a8 белый король · c7 белая пешка · h7 белая ладья · a5 чёрный король · c2 чёрная ладья · h2 чёрная пешка | a8 белый король · c7 белая пешка · h7 белая ладья · a5 чёрный король · c2 чёрная ладья · h2 чёрная пешка | 7 |
| 6 | a8 белый король · c7 белая пешка · h7 белая ладья · a5 чёрный король · c2 чёрная ладья · h2 чёрная пешка | a8 белый король · c7 белая пешка · h7 белая ладья · a5 чёрный король · c2 чёрная ладья · h2 чёрная пешка | a8 белый король · c7 белая пешка · h7 белая ладья · a5 чёрный король · c2 чёрная ладья · h2 чёрная пешка | a8 белый король · c7 белая пешка · h7 белая ладья · a5 чёрный король · c2 чёрная ладья · h2 чёрная пешка | a8 белый король · c7 белая пешка · h7 белая ладья · a5 чёрный король · c2 чёрная ладья · h2 чёрная пешка | a8 белый король · c7 белая пешка · h7 белая ладья · a5 чёрный король · c2 чёрная ладья · h2 чёрная пешка | a8 белый король · c7 белая пешка · h7 белая ладья · a5 чёрный король · c2 чёрная ладья · h2 чёрная пешка | a8 белый король · c7 белая пешка · h7 белая ладья · a5 чёрный король · c2 чёрная ладья · h2 чёрная пешка | 6 |
| 5 | a8 белый король · c7 белая пешка · h7 белая ладья · a5 чёрный король · c2 чёрная ладья · h2 чёрная пешка | a8 белый король · c7 белая пешка · h7 белая ладья · a5 чёрный король · c2 чёрная ладья · h2 чёрная пешка | a8 белый король · c7 белая пешка · h7 белая ладья · a5 чёрный король · c2 чёрная ладья · h2 чёрная пешка | a8 белый король · c7 белая пешка · h7 белая ладья · a5 чёрный король · c2 чёрная ладья · h2 чёрная пешка | a8 белый король · c7 белая пешка · h7 белая ладья · a5 чёрный король · c2 чёрная ладья · h2 чёрная пешка | a8 белый король · c7 белая пешка · h7 белая ладья · a5 чёрный король · c2 чёрная ладья · h2 чёрная пешка | a8 белый король · c7 белая пешка · h7 белая ладья · a5 чёрный король · c2 чёрная ладья · h2 чёрная пешка | a8 белый король · c7 белая пешка · h7 белая ладья · a5 чёрный король · c2 чёрная ладья · h2 чёрная пешка | 5 |
| 4 | a8 белый король · c7 белая пешка · h7 белая ладья · a5 чёрный король · c2 чёрная ладья · h2 чёрная пешка | a8 белый король · c7 белая пешка · h7 белая ладья · a5 чёрный король · c2 чёрная ладья · h2 чёрная пешка | a8 белый король · c7 белая пешка · h7 белая ладья · a5 чёрный король · c2 чёрная ладья · h2 чёрная пешка | a8 белый король · c7 белая пешка · h7 белая ладья · a5 чёрный король · c2 чёрная ладья · h2 чёрная пешка | a8 белый король · c7 белая пешка · h7 белая ладья · a5 чёрный король · c2 чёрная ладья · h2 чёрная пешка | a8 белый король · c7 белая пешка · h7 белая ладья · a5 чёрный король · c2 чёрная ладья · h2 чёрная пешка | a8 белый король · c7 белая пешка · h7 белая ладья · a5 чёрный король · c2 чёрная ладья · h2 чёрная пешка | a8 белый король · c7 белая пешка · h7 белая ладья · a5 чёрный король · c2 чёрная ладья · h2 чёрная пешка | 4 |
| 3 | a8 белый король · c7 белая пешка · h7 белая ладья · a5 чёрный король · c2 чёрная ладья · h2 чёрная пешка | a8 белый король · c7 белая пешка · h7 белая ладья · a5 чёрный король · c2 чёрная ладья · h2 чёрная пешка | a8 белый король · c7 белая пешка · h7 белая ладья · a5 чёрный король · c2 чёрная ладья · h2 чёрная пешка | a8 белый король · c7 белая пешка · h7 белая ладья · a5 чёрный король · c2 чёрная ладья · h2 чёрная пешка | a8 белый король · c7 белая пешка · h7 белая ладья · a5 чёрный король · c2 чёрная ладья · h2 чёрная пешка | a8 белый король · c7 белая пешка · h7 белая ладья · a5 чёрный король · c2 чёрная ладья · h2 чёрная пешка | a8 белый король · c7 белая пешка · h7 белая ладья · a5 чёрный король · c2 чёрная ладья · h2 чёрная пешка | a8 белый король · c7 белая пешка · h7 белая ладья · a5 чёрный король · c2 чёрная ладья · h2 чёрная пешка | 3 |
| 2 | a8 белый король · c7 белая пешка · h7 белая ладья · a5 чёрный король · c2 чёрная ладья · h2 чёрная пешка | a8 белый король · c7 белая пешка · h7 белая ладья · a5 чёрный король · c2 чёрная ладья · h2 чёрная пешка | a8 белый король · c7 белая пешка · h7 белая ладья · a5 чёрный король · c2 чёрная ладья · h2 чёрная пешка | a8 белый король · c7 белая пешка · h7 белая ладья · a5 чёрный король · c2 чёрная ладья · h2 чёрная пешка | a8 белый король · c7 белая пешка · h7 белая ладья · a5 чёрный король · c2 чёрная ладья · h2 чёрная пешка | a8 белый король · c7 белая пешка · h7 белая ладья · a5 чёрный король · c2 чёрная ладья · h2 чёрная пешка | a8 белый король · c7 белая пешка · h7 белая ладья · a5 чёрный король · c2 чёрная ладья · h2 чёрная пешка | a8 белый король · c7 белая пешка · h7 белая ладья · a5 чёрный король · c2 чёрная ладья · h2 чёрная пешка | 2 |
| 1 | a8 белый король · c7 белая пешка · h7 белая ладья · a5 чёрный король · c2 чёрная ладья · h2 чёрная пешка | a8 белый король · c7 белая пешка · h7 белая ладья · a5 чёрный король · c2 чёрная ладья · h2 чёрная пешка | a8 белый король · c7 белая пешка · h7 белая ладья · a5 чёрный король · c2 чёрная ладья · h2 чёрная пешка | a8 белый король · c7 белая пешка · h7 белая ладья · a5 чёрный король · c2 чёрная ладья · h2 чёрная пешка | a8 белый король · c7 белая пешка · h7 белая ладья · a5 чёрный король · c2 чёрная ладья · h2 чёрная пешка | a8 белый король · c7 белая пешка · h7 белая ладья · a5 чёрный король · c2 чёрная ладья · h2 чёрная пешка | a8 белый король · c7 белая пешка · h7 белая ладья · a5 чёрный король · c2 чёрная ладья · h2 чёрная пешка | a8 белый король · c7 белая пешка · h7 белая ладья · a5 чёрный король · c2 чёрная ладья · h2 чёрная пешка | 1 |
|   | a | b | c | d | e | f | g | h |   |

1.Крb7(b8) Лb2+ 2.Крa7 Лc2 3.Лh5+ Крa4! Чёрный король может двигаться только по вертикали a. Если он отступит на линию b, то белые легко выигрывают, сыграв Крb7.

4.Крb7(b6) Лb2+ 5.Крa6 Лc2 6.Лh4+ Крa3! 7.Крb6 Лb2+

8.Крa5 Лc2 9.Лh3+ Крa2 10.Л:h2!, и белые выигрывают. Этот этюд до настоящего времени считается классическим и породил множество подражаний
|   | a | b | c | d | e | f | g | h |   |
| - | --- | --- | --- | --- | --- | --- | --- | --- | - |
| 8 | e8 белый король · f8 белый конь · h8 белый конь · c3 белая пешка · b1 чёрный конь · f1 чёрный король | e8 белый король · f8 белый конь · h8 белый конь · c3 белая пешка · b1 чёрный конь · f1 чёрный король | e8 белый король · f8 белый конь · h8 белый конь · c3 белая пешка · b1 чёрный конь · f1 чёрный король | e8 белый король · f8 белый конь · h8 белый конь · c3 белая пешка · b1 чёрный конь · f1 чёрный король | e8 белый король · f8 белый конь · h8 белый конь · c3 белая пешка · b1 чёрный конь · f1 чёрный король | e8 белый король · f8 белый конь · h8 белый конь · c3 белая пешка · b1 чёрный конь · f1 чёрный король | e8 белый король · f8 белый конь · h8 белый конь · c3 белая пешка · b1 чёрный конь · f1 чёрный король | e8 белый король · f8 белый конь · h8 белый конь · c3 белая пешка · b1 чёрный конь · f1 чёрный король | 8 |
| 7 | e8 белый король · f8 белый конь · h8 белый конь · c3 белая пешка · b1 чёрный конь · f1 чёрный король | e8 белый король · f8 белый конь · h8 белый конь · c3 белая пешка · b1 чёрный конь · f1 чёрный король | e8 белый король · f8 белый конь · h8 белый конь · c3 белая пешка · b1 чёрный конь · f1 чёрный король | e8 белый король · f8 белый конь · h8 белый конь · c3 белая пешка · b1 чёрный конь · f1 чёрный король | e8 белый король · f8 белый конь · h8 белый конь · c3 белая пешка · b1 чёрный конь · f1 чёрный король | e8 белый король · f8 белый конь · h8 белый конь · c3 белая пешка · b1 чёрный конь · f1 чёрный король | e8 белый король · f8 белый конь · h8 белый конь · c3 белая пешка · b1 чёрный конь · f1 чёрный король | e8 белый король · f8 белый конь · h8 белый конь · c3 белая пешка · b1 чёрный конь · f1 чёрный король | 7 |
| 6 | e8 белый король · f8 белый конь · h8 белый конь · c3 белая пешка · b1 чёрный конь · f1 чёрный король | e8 белый король · f8 белый конь · h8 белый конь · c3 белая пешка · b1 чёрный конь · f1 чёрный король | e8 белый король · f8 белый конь · h8 белый конь · c3 белая пешка · b1 чёрный конь · f1 чёрный король | e8 белый король · f8 белый конь · h8 белый конь · c3 белая пешка · b1 чёрный конь · f1 чёрный король | e8 белый король · f8 белый конь · h8 белый конь · c3 белая пешка · b1 чёрный конь · f1 чёрный король | e8 белый король · f8 белый конь · h8 белый конь · c3 белая пешка · b1 чёрный конь · f1 чёрный король | e8 белый король · f8 белый конь · h8 белый конь · c3 белая пешка · b1 чёрный конь · f1 чёрный король | e8 белый король · f8 белый конь · h8 белый конь · c3 белая пешка · b1 чёрный конь · f1 чёрный король | 6 |
| 5 | e8 белый король · f8 белый конь · h8 белый конь · c3 белая пешка · b1 чёрный конь · f1 чёрный король | e8 белый король · f8 белый конь · h8 белый конь · c3 белая пешка · b1 чёрный конь · f1 чёрный король | e8 белый король · f8 белый конь · h8 белый конь · c3 белая пешка · b1 чёрный конь · f1 чёрный король | e8 белый король · f8 белый конь · h8 белый конь · c3 белая пешка · b1 чёрный конь · f1 чёрный король | e8 белый король · f8 белый конь · h8 белый конь · c3 белая пешка · b1 чёрный конь · f1 чёрный король | e8 белый король · f8 белый конь · h8 белый конь · c3 белая пешка · b1 чёрный конь · f1 чёрный король | e8 белый король · f8 белый конь · h8 белый конь · c3 белая пешка · b1 чёрный конь · f1 чёрный король | e8 белый король · f8 белый конь · h8 белый конь · c3 белая пешка · b1 чёрный конь · f1 чёрный король | 5 |
| 4 | e8 белый король · f8 белый конь · h8 белый конь · c3 белая пешка · b1 чёрный конь · f1 чёрный король | e8 белый король · f8 белый конь · h8 белый конь · c3 белая пешка · b1 чёрный конь · f1 чёрный король | e8 белый король · f8 белый конь · h8 белый конь · c3 белая пешка · b1 чёрный конь · f1 чёрный король | e8 белый король · f8 белый конь · h8 белый конь · c3 белая пешка · b1 чёрный конь · f1 чёрный король | e8 белый король · f8 белый конь · h8 белый конь · c3 белая пешка · b1 чёрный конь · f1 чёрный король | e8 белый король · f8 белый конь · h8 белый конь · c3 белая пешка · b1 чёрный конь · f1 чёрный король | e8 белый король · f8 белый конь · h8 белый конь · c3 белая пешка · b1 чёрный конь · f1 чёрный король | e8 белый король · f8 белый конь · h8 белый конь · c3 белая пешка · b1 чёрный конь · f1 чёрный король | 4 |
| 3 | e8 белый король · f8 белый конь · h8 белый конь · c3 белая пешка · b1 чёрный конь · f1 чёрный король | e8 белый король · f8 белый конь · h8 белый конь · c3 белая пешка · b1 чёрный конь · f1 чёрный король | e8 белый король · f8 белый конь · h8 белый конь · c3 белая пешка · b1 чёрный конь · f1 чёрный король | e8 белый король · f8 белый конь · h8 белый конь · c3 белая пешка · b1 чёрный конь · f1 чёрный король | e8 белый король · f8 белый конь · h8 белый конь · c3 белая пешка · b1 чёрный конь · f1 чёрный король | e8 белый король · f8 белый конь · h8 белый конь · c3 белая пешка · b1 чёрный конь · f1 чёрный король | e8 белый король · f8 белый конь · h8 белый конь · c3 белая пешка · b1 чёрный конь · f1 чёрный король | e8 белый король · f8 белый конь · h8 белый конь · c3 белая пешка · b1 чёрный конь · f1 чёрный король | 3 |
| 2 | e8 белый король · f8 белый конь · h8 белый конь · c3 белая пешка · b1 чёрный конь · f1 чёрный король | e8 белый король · f8 белый конь · h8 белый конь · c3 белая пешка · b1 чёрный конь · f1 чёрный король | e8 белый король · f8 белый конь · h8 белый конь · c3 белая пешка · b1 чёрный конь · f1 чёрный король | e8 белый король · f8 белый конь · h8 белый конь · c3 белая пешка · b1 чёрный конь · f1 чёрный король | e8 белый король · f8 белый конь · h8 белый конь · c3 белая пешка · b1 чёрный конь · f1 чёрный король | e8 белый король · f8 белый конь · h8 белый конь · c3 белая пешка · b1 чёрный конь · f1 чёрный король | e8 белый король · f8 белый конь · h8 белый конь · c3 белая пешка · b1 чёрный конь · f1 чёрный король | e8 белый король · f8 белый конь · h8 белый конь · c3 белая пешка · b1 чёрный конь · f1 чёрный король | 2 |
| 1 | e8 белый король · f8 белый конь · h8 белый конь · c3 белая пешка · b1 чёрный конь · f1 чёрный король | e8 белый король · f8 белый конь · h8 белый конь · c3 белая пешка · b1 чёрный конь · f1 чёрный король | e8 белый король · f8 белый конь · h8 белый конь · c3 белая пешка · b1 чёрный конь · f1 чёрный король | e8 белый король · f8 белый конь · h8 белый конь · c3 белая пешка · b1 чёрный конь · f1 чёрный король | e8 белый король · f8 белый конь · h8 белый конь · c3 белая пешка · b1 чёрный конь · f1 чёрный король | e8 белый король · f8 белый конь · h8 белый конь · c3 белая пешка · b1 чёрный конь · f1 чёрный король | e8 белый король · f8 белый конь · h8 белый конь · c3 белая пешка · b1 чёрный конь · f1 чёрный король | e8 белый король · f8 белый конь · h8 белый конь · c3 белая пешка · b1 чёрный конь · f1 чёрный король | 1 |
|   | a | b | c | d | e | f | g | h |   |

1.c4 Кd2 2.c5 Кb3 3.c6 Кd4 4.c7 Кb5 5.c8К! и три коня согласно теории выигрывают против одного.
|   | a | b | c | d | e | f | g | h |   |
| - | --- | --- | --- | --- | --- | --- | --- | --- | - |
| 8 | f8 чёрная ладья · h8 чёрный король · f7 белый слон · e6 белый король · f6 чёрная пешка · g6 белый ферзь · h6 чёрная пешка · f5 белая пешка · g5 чёрный слон · c2 чёрная пешка | f8 чёрная ладья · h8 чёрный король · f7 белый слон · e6 белый король · f6 чёрная пешка · g6 белый ферзь · h6 чёрная пешка · f5 белая пешка · g5 чёрный слон · c2 чёрная пешка | f8 чёрная ладья · h8 чёрный король · f7 белый слон · e6 белый король · f6 чёрная пешка · g6 белый ферзь · h6 чёрная пешка · f5 белая пешка · g5 чёрный слон · c2 чёрная пешка | f8 чёрная ладья · h8 чёрный король · f7 белый слон · e6 белый король · f6 чёрная пешка · g6 белый ферзь · h6 чёрная пешка · f5 белая пешка · g5 чёрный слон · c2 чёрная пешка | f8 чёрная ладья · h8 чёрный король · f7 белый слон · e6 белый король · f6 чёрная пешка · g6 белый ферзь · h6 чёрная пешка · f5 белая пешка · g5 чёрный слон · c2 чёрная пешка | f8 чёрная ладья · h8 чёрный король · f7 белый слон · e6 белый король · f6 чёрная пешка · g6 белый ферзь · h6 чёрная пешка · f5 белая пешка · g5 чёрный слон · c2 чёрная пешка | f8 чёрная ладья · h8 чёрный король · f7 белый слон · e6 белый король · f6 чёрная пешка · g6 белый ферзь · h6 чёрная пешка · f5 белая пешка · g5 чёрный слон · c2 чёрная пешка | f8 чёрная ладья · h8 чёрный король · f7 белый слон · e6 белый король · f6 чёрная пешка · g6 белый ферзь · h6 чёрная пешка · f5 белая пешка · g5 чёрный слон · c2 чёрная пешка | 8 |
| 7 | f8 чёрная ладья · h8 чёрный король · f7 белый слон · e6 белый король · f6 чёрная пешка · g6 белый ферзь · h6 чёрная пешка · f5 белая пешка · g5 чёрный слон · c2 чёрная пешка | f8 чёрная ладья · h8 чёрный король · f7 белый слон · e6 белый король · f6 чёрная пешка · g6 белый ферзь · h6 чёрная пешка · f5 белая пешка · g5 чёрный слон · c2 чёрная пешка | f8 чёрная ладья · h8 чёрный король · f7 белый слон · e6 белый король · f6 чёрная пешка · g6 белый ферзь · h6 чёрная пешка · f5 белая пешка · g5 чёрный слон · c2 чёрная пешка | f8 чёрная ладья · h8 чёрный король · f7 белый слон · e6 белый король · f6 чёрная пешка · g6 белый ферзь · h6 чёрная пешка · f5 белая пешка · g5 чёрный слон · c2 чёрная пешка | f8 чёрная ладья · h8 чёрный король · f7 белый слон · e6 белый король · f6 чёрная пешка · g6 белый ферзь · h6 чёрная пешка · f5 белая пешка · g5 чёрный слон · c2 чёрная пешка | f8 чёрная ладья · h8 чёрный король · f7 белый слон · e6 белый король · f6 чёрная пешка · g6 белый ферзь · h6 чёрная пешка · f5 белая пешка · g5 чёрный слон · c2 чёрная пешка | f8 чёрная ладья · h8 чёрный король · f7 белый слон · e6 белый король · f6 чёрная пешка · g6 белый ферзь · h6 чёрная пешка · f5 белая пешка · g5 чёрный слон · c2 чёрная пешка | f8 чёрная ладья · h8 чёрный король · f7 белый слон · e6 белый король · f6 чёрная пешка · g6 белый ферзь · h6 чёрная пешка · f5 белая пешка · g5 чёрный слон · c2 чёрная пешка | 7 |
| 6 | f8 чёрная ладья · h8 чёрный король · f7 белый слон · e6 белый король · f6 чёрная пешка · g6 белый ферзь · h6 чёрная пешка · f5 белая пешка · g5 чёрный слон · c2 чёрная пешка | f8 чёрная ладья · h8 чёрный король · f7 белый слон · e6 белый король · f6 чёрная пешка · g6 белый ферзь · h6 чёрная пешка · f5 белая пешка · g5 чёрный слон · c2 чёрная пешка | f8 чёрная ладья · h8 чёрный король · f7 белый слон · e6 белый король · f6 чёрная пешка · g6 белый ферзь · h6 чёрная пешка · f5 белая пешка · g5 чёрный слон · c2 чёрная пешка | f8 чёрная ладья · h8 чёрный король · f7 белый слон · e6 белый король · f6 чёрная пешка · g6 белый ферзь · h6 чёрная пешка · f5 белая пешка · g5 чёрный слон · c2 чёрная пешка | f8 чёрная ладья · h8 чёрный король · f7 белый слон · e6 белый король · f6 чёрная пешка · g6 белый ферзь · h6 чёрная пешка · f5 белая пешка · g5 чёрный слон · c2 чёрная пешка | f8 чёрная ладья · h8 чёрный король · f7 белый слон · e6 белый король · f6 чёрная пешка · g6 белый ферзь · h6 чёрная пешка · f5 белая пешка · g5 чёрный слон · c2 чёрная пешка | f8 чёрная ладья · h8 чёрный король · f7 белый слон · e6 белый король · f6 чёрная пешка · g6 белый ферзь · h6 чёрная пешка · f5 белая пешка · g5 чёрный слон · c2 чёрная пешка | f8 чёрная ладья · h8 чёрный король · f7 белый слон · e6 белый король · f6 чёрная пешка · g6 белый ферзь · h6 чёрная пешка · f5 белая пешка · g5 чёрный слон · c2 чёрная пешка | 6 |
| 5 | f8 чёрная ладья · h8 чёрный король · f7 белый слон · e6 белый король · f6 чёрная пешка · g6 белый ферзь · h6 чёрная пешка · f5 белая пешка · g5 чёрный слон · c2 чёрная пешка | f8 чёрная ладья · h8 чёрный король · f7 белый слон · e6 белый король · f6 чёрная пешка · g6 белый ферзь · h6 чёрная пешка · f5 белая пешка · g5 чёрный слон · c2 чёрная пешка | f8 чёрная ладья · h8 чёрный король · f7 белый слон · e6 белый король · f6 чёрная пешка · g6 белый ферзь · h6 чёрная пешка · f5 белая пешка · g5 чёрный слон · c2 чёрная пешка | f8 чёрная ладья · h8 чёрный король · f7 белый слон · e6 белый король · f6 чёрная пешка · g6 белый ферзь · h6 чёрная пешка · f5 белая пешка · g5 чёрный слон · c2 чёрная пешка | f8 чёрная ладья · h8 чёрный король · f7 белый слон · e6 белый король · f6 чёрная пешка · g6 белый ферзь · h6 чёрная пешка · f5 белая пешка · g5 чёрный слон · c2 чёрная пешка | f8 чёрная ладья · h8 чёрный король · f7 белый слон · e6 белый король · f6 чёрная пешка · g6 белый ферзь · h6 чёрная пешка · f5 белая пешка · g5 чёрный слон · c2 чёрная пешка | f8 чёрная ладья · h8 чёрный король · f7 белый слон · e6 белый король · f6 чёрная пешка · g6 белый ферзь · h6 чёрная пешка · f5 белая пешка · g5 чёрный слон · c2 чёрная пешка | f8 чёрная ладья · h8 чёрный король · f7 белый слон · e6 белый король · f6 чёрная пешка · g6 белый ферзь · h6 чёрная пешка · f5 белая пешка · g5 чёрный слон · c2 чёрная пешка | 5 |
| 4 | f8 чёрная ладья · h8 чёрный король · f7 белый слон · e6 белый король · f6 чёрная пешка · g6 белый ферзь · h6 чёрная пешка · f5 белая пешка · g5 чёрный слон · c2 чёрная пешка | f8 чёрная ладья · h8 чёрный король · f7 белый слон · e6 белый король · f6 чёрная пешка · g6 белый ферзь · h6 чёрная пешка · f5 белая пешка · g5 чёрный слон · c2 чёрная пешка | f8 чёрная ладья · h8 чёрный король · f7 белый слон · e6 белый король · f6 чёрная пешка · g6 белый ферзь · h6 чёрная пешка · f5 белая пешка · g5 чёрный слон · c2 чёрная пешка | f8 чёрная ладья · h8 чёрный король · f7 белый слон · e6 белый король · f6 чёрная пешка · g6 белый ферзь · h6 чёрная пешка · f5 белая пешка · g5 чёрный слон · c2 чёрная пешка | f8 чёрная ладья · h8 чёрный король · f7 белый слон · e6 белый король · f6 чёрная пешка · g6 белый ферзь · h6 чёрная пешка · f5 белая пешка · g5 чёрный слон · c2 чёрная пешка | f8 чёрная ладья · h8 чёрный король · f7 белый слон · e6 белый король · f6 чёрная пешка · g6 белый ферзь · h6 чёрная пешка · f5 белая пешка · g5 чёрный слон · c2 чёрная пешка | f8 чёрная ладья · h8 чёрный король · f7 белый слон · e6 белый король · f6 чёрная пешка · g6 белый ферзь · h6 чёрная пешка · f5 белая пешка · g5 чёрный слон · c2 чёрная пешка | f8 чёрная ладья · h8 чёрный король · f7 белый слон · e6 белый король · f6 чёрная пешка · g6 белый ферзь · h6 чёрная пешка · f5 белая пешка · g5 чёрный слон · c2 чёрная пешка | 4 |
| 3 | f8 чёрная ладья · h8 чёрный король · f7 белый слон · e6 белый король · f6 чёрная пешка · g6 белый ферзь · h6 чёрная пешка · f5 белая пешка · g5 чёрный слон · c2 чёрная пешка | f8 чёрная ладья · h8 чёрный король · f7 белый слон · e6 белый король · f6 чёрная пешка · g6 белый ферзь · h6 чёрная пешка · f5 белая пешка · g5 чёрный слон · c2 чёрная пешка | f8 чёрная ладья · h8 чёрный король · f7 белый слон · e6 белый король · f6 чёрная пешка · g6 белый ферзь · h6 чёрная пешка · f5 белая пешка · g5 чёрный слон · c2 чёрная пешка | f8 чёрная ладья · h8 чёрный король · f7 белый слон · e6 белый король · f6 чёрная пешка · g6 белый ферзь · h6 чёрная пешка · f5 белая пешка · g5 чёрный слон · c2 чёрная пешка | f8 чёрная ладья · h8 чёрный король · f7 белый слон · e6 белый король · f6 чёрная пешка · g6 белый ферзь · h6 чёрная пешка · f5 белая пешка · g5 чёрный слон · c2 чёрная пешка | f8 чёрная ладья · h8 чёрный король · f7 белый слон · e6 белый король · f6 чёрная пешка · g6 белый ферзь · h6 чёрная пешка · f5 белая пешка · g5 чёрный слон · c2 чёрная пешка | f8 чёрная ладья · h8 чёрный король · f7 белый слон · e6 белый король · f6 чёрная пешка · g6 белый ферзь · h6 чёрная пешка · f5 белая пешка · g5 чёрный слон · c2 чёрная пешка | f8 чёрная ладья · h8 чёрный король · f7 белый слон · e6 белый король · f6 чёрная пешка · g6 белый ферзь · h6 чёрная пешка · f5 белая пешка · g5 чёрный слон · c2 чёрная пешка | 3 |
| 2 | f8 чёрная ладья · h8 чёрный король · f7 белый слон · e6 белый король · f6 чёрная пешка · g6 белый ферзь · h6 чёрная пешка · f5 белая пешка · g5 чёрный слон · c2 чёрная пешка | f8 чёрная ладья · h8 чёрный король · f7 белый слон · e6 белый король · f6 чёрная пешка · g6 белый ферзь · h6 чёрная пешка · f5 белая пешка · g5 чёрный слон · c2 чёрная пешка | f8 чёрная ладья · h8 чёрный король · f7 белый слон · e6 белый король · f6 чёрная пешка · g6 белый ферзь · h6 чёрная пешка · f5 белая пешка · g5 чёрный слон · c2 чёрная пешка | f8 чёрная ладья · h8 чёрный король · f7 белый слон · e6 белый король · f6 чёрная пешка · g6 белый ферзь · h6 чёрная пешка · f5 белая пешка · g5 чёрный слон · c2 чёрная пешка | f8 чёрная ладья · h8 чёрный король · f7 белый слон · e6 белый король · f6 чёрная пешка · g6 белый ферзь · h6 чёрная пешка · f5 белая пешка · g5 чёрный слон · c2 чёрная пешка | f8 чёрная ладья · h8 чёрный король · f7 белый слон · e6 белый король · f6 чёрная пешка · g6 белый ферзь · h6 чёрная пешка · f5 белая пешка · g5 чёрный слон · c2 чёрная пешка | f8 чёрная ладья · h8 чёрный король · f7 белый слон · e6 белый король · f6 чёрная пешка · g6 белый ферзь · h6 чёрная пешка · f5 белая пешка · g5 чёрный слон · c2 чёрная пешка | f8 чёрная ладья · h8 чёрный король · f7 белый слон · e6 белый король · f6 чёрная пешка · g6 белый ферзь · h6 чёрная пешка · f5 белая пешка · g5 чёрный слон · c2 чёрная пешка | 2 |
| 1 | f8 чёрная ладья · h8 чёрный король · f7 белый слон · e6 белый король · f6 чёрная пешка · g6 белый ферзь · h6 чёрная пешка · f5 белая пешка · g5 чёрный слон · c2 чёрная пешка | f8 чёрная ладья · h8 чёрный король · f7 белый слон · e6 белый король · f6 чёрная пешка · g6 белый ферзь · h6 чёрная пешка · f5 белая пешка · g5 чёрный слон · c2 чёрная пешка | f8 чёрная ладья · h8 чёрный король · f7 белый слон · e6 белый король · f6 чёрная пешка · g6 белый ферзь · h6 чёрная пешка · f5 белая пешка · g5 чёрный слон · c2 чёрная пешка | f8 чёрная ладья · h8 чёрный король · f7 белый слон · e6 белый король · f6 чёрная пешка · g6 белый ферзь · h6 чёрная пешка · f5 белая пешка · g5 чёрный слон · c2 чёрная пешка | f8 чёрная ладья · h8 чёрный король · f7 белый слон · e6 белый король · f6 чёрная пешка · g6 белый ферзь · h6 чёрная пешка · f5 белая пешка · g5 чёрный слон · c2 чёрная пешка | f8 чёрная ладья · h8 чёрный король · f7 белый слон · e6 белый король · f6 чёрная пешка · g6 белый ферзь · h6 чёрная пешка · f5 белая пешка · g5 чёрный слон · c2 чёрная пешка | f8 чёрная ладья · h8 чёрный король · f7 белый слон · e6 белый король · f6 чёрная пешка · g6 белый ферзь · h6 чёрная пешка · f5 белая пешка · g5 чёрный слон · c2 чёрная пешка | f8 чёрная ладья · h8 чёрный король · f7 белый слон · e6 белый король · f6 чёрная пешка · g6 белый ферзь · h6 чёрная пешка · f5 белая пешка · g5 чёрный слон · c2 чёрная пешка | 1 |
|   | a | b | c | d | e | f | g | h |   |

1.Сg8! Л:g8 2.Крf7! Л:g6 3.fg h5 4.g7+ Крh7 5.g8Ф+ Крh6 6.Фg6#

## Книги Ласкера

### Шахматы
- «Здравый смысл в шахматах» (вышла на английском как Common Sense in Chess), 1896, русский перевод 1897.
- Lasker’s How to Play Chess: An Elementary Text Book for Beginners, Which Teaches Chess By a New, Easy and Comprehensive Method, 1900.
- «Международный шахматный конгресс в память М. И. Чигорина С.-Петербург, 1909» (1910)
- «Мой матч с Капабланкой». Дата обращения: 8 апреля 2023. Архивировано из оригинала 31 января 2009 года. (Mein Wettkampf mit Capablanca), 1922, русский перевод 1926.
- «Учебник шахматной игры». Дата обращения: 8 апреля 2023. Архивировано из оригинала 31 января 2009 года. (Lehrbuch des Schachspiels), 1926, русский перевод 1926.
- Lasker’s Chess Primer, 1934.

### Математика
- Lasker, Emanuel. Metrical Relations of Plane Spaces of n Manifoldness (англ.) // Nature : journal. — 1895. — August (vol. 52, no. 1345). — P. 340—343. — doi:10.1038/052340d0.
- Lasker, Emanuel. About a certain Class of Curved Lines in Space of n Manifoldness (англ.) // Nature : journal. — 1895. — October (vol. 52, no. 1355). — P. 596. — doi:10.1038/052596a0.
- Lasker, Emanuel. Über Reihen auf der Convergenzgrenze (неопр.) // Philosophical Transactions of the Royal Society of London. Series A. — 1901. — Т. 196. — С. 431—477. — Lasker’s Ph.D. thesis.
- Lasker, E. Zur Theorie der Moduln und Ideale (неопр.) // Math. Ann.. — 1905. — Т. 60. — С. 19—116. — doi:10.1007/BF01447495.

### Другое
- «Борьба» (Kampf), 1911, русский перевод 2007.
- «Постижение мира» (Das Begreifen der Welt), 1913.
- «Философия бесконечности» (Die Philosophie des Unvollendbar), 1918.
- «О Человеке эта повесть» (Vom Menschen die Geschichte), 1925 — пьеса, написанная совместно с Бертольдом Ласкером.
- «Настольные игры мира» (Brettspiele der Völker), 1931. На русском языке издана в 2014 году под названием «Настольные игры и математические задачи».
- «Как Виктор стал шахматным мастером» — повесть для детей, написанная в 1930-е годы в Москве, впервые издана в 1973 году в издательстве «Детская литература» (перевод с немецкого — Илья Майзелис).
- «Община будущего» (The Community of the Future), 1940.